# Aerosmith
Aerosmith é uma banda norte-americana de rock, formada em Boston em 1970. O grupo é composto por Steven Tyler (vocal), Joe Perry (guitarra), Tom Hamilton (baixo), Joey Kramer (bateria) e Brad Whitford (guitarra). Seu estilo, que tem raízes no hard rock baseado no blues, também incorporou elementos como pop rock heavy metal, glam metal, e rhythm and blues, e inspirou muitos artistas de rock subsequentes. O Aerosmith é às vezes chamado de "The Bad Boys from Boston" e "America's Greatest Rock and Roll Band" A principal equipe de compositores de Tyler e Perry é às vezes chamada de "Toxic Twins".
Perry e Hamilton estavam originalmente em uma banda juntos, a Jam Band, onde se encontraram com Tyler, Kramer, o guitarrista Ray Tabano e formaram o Aerosmith; em 1971, Tabano foi substituído por Whitford. Eles lançaram uma série de álbuns multi-platna começando com sua estreia homônima em 1973, seguido um ano depois por Get Your Wings. A banda entrou no mainstream com seus dois álbuns seguintes, Toys in the Attic (1975) e Rocks (1976). Draw the Line e Night in the Ruts seguiram em 1977 e 1979, respectivamente. Ao longo da década de 1970, a banda fez uma extensa turnê e alcançou uma dúzia de singles na Hot 100, incluindo seu primeiro hit no Top 40, "Sweet Emotion" e os hits no Top 10 "Dream On" e "Walk This Way". No final da década, eles estavam entre as bandas de hard rock mais populares do mundo e desenvolveram uma legião de fãs, muitas vezes chamados de "Blue Army". O vício em drogas e os conflitos internos levaram às saídas de Perry e Whitford em 1979 e 1981, respectivamente. A banda não se saiu bem e o álbum Rock in a Hard Place (1982) não conseguiu igualar os sucessos anteriores.
Perry e Whitford retornam ao Aerosmith em 1984. Após uma turnê de retorno, eles gravaram Done with Mirrors (1985), que não atendeu às expectativas comerciais. Não foi até uma colaboração em 1986 com o grupo de rap Run-D.M.C. em um remake de "Walk This Way", e o álbum multi-platina da banda, Permanent Vacation (1987), que eles recuperaram seu nível anterior de popularidade. No final dos anos 1980 e 1990, a banda ganhou vários prêmios por música dos álbuns multi-platina Pump (1989), Get a Grip (1993) e Nine Lives (1997), equanto embarcavam em suas turnês de concertos mais extensas até o momento. Seus maiores sucessos durante esse período incluíram "Dude (Looks Like a Lady)", "Angel", "Rag Doll", "Love in an Elevator", "Janie's Got a Gun", "What it Takes", "Livin' on the Edge", "Cryin'", e "Crazy". A banda também filmou videoclipes populares e fez aparições notáveis na televisão, no cinema e nos videogames. Em 1998, eles alcançaram seu primeiro hit número um com "I Don't Want to Miss a Thing" da trilha sonora de Armageddon e no ano seguinte, sua atração de montanha-russa foi inaurada no Walt Disney World. Seu retorno foi descrito como um dos mais notáveis e espetaculares da história do rock.
Álbuns adicionais Just Push Play (que incluiu o hit "Jaded"), Honkin' on Bobo (uma coleção de covers de blues) e Music from Another Dimension! seguiram em 2001, 2004 e 2012, respectivamente. Em 2008, eles lançaram Guitar Hero: Aerosmith, que é considerado o videogame centrado em bandas mais vendido. De 2019 a 2022, a banda teve uma residência de shows em Las Vegas, que foi interrompida de 2020 a 2021 devido à pandemia de COVID-19. O Aerosmith começou uma turnê de despedida intitulada Peace Out: The Farewell Tour em 2023; depois que a turnê foi interrompida devido a problemas nas cordas vocais de Tyler, eles se aposentaram das turnês em 2024.
Aerosmith é a banda de hard rock americana mais vendida de todos os tempos, tendo vendido mais de 150 milhões de discos em todo o mundo, incluindo mais de 85 milhões de discos nos Estados Unidos. Com 25 álbuns de ouro, 18 de platina e 12 multiplatina, eles detêm o recorde de maior número de certificações totais por um grupo americado e estão empatados com o maior número de álbuns multiplatinados por um grupo americano. Eles alcançaram vinte e um hits no Top 40 da US Hot 100, nove hits número um no Mainstream Rock, quatro Grammy Awards, seis American Music Awards e dez MTV Video Music Awards. Eles foram introduzidos no Rock and Roll Hall of Fame em 2001 e foram classificados como número 57 e 30, respectivamente, nas listas da Rolling Stone e da VH1 dos 100 Maiores Artistas de Todos os Tempos. Em 2013, Tyler e Perry foram introduzidos no Songwriters Hall of Fame e, em 2020, a banda recebeu o prêmio MusiCares Personalidade do Ano.

## História

### Formação (1964-1970)

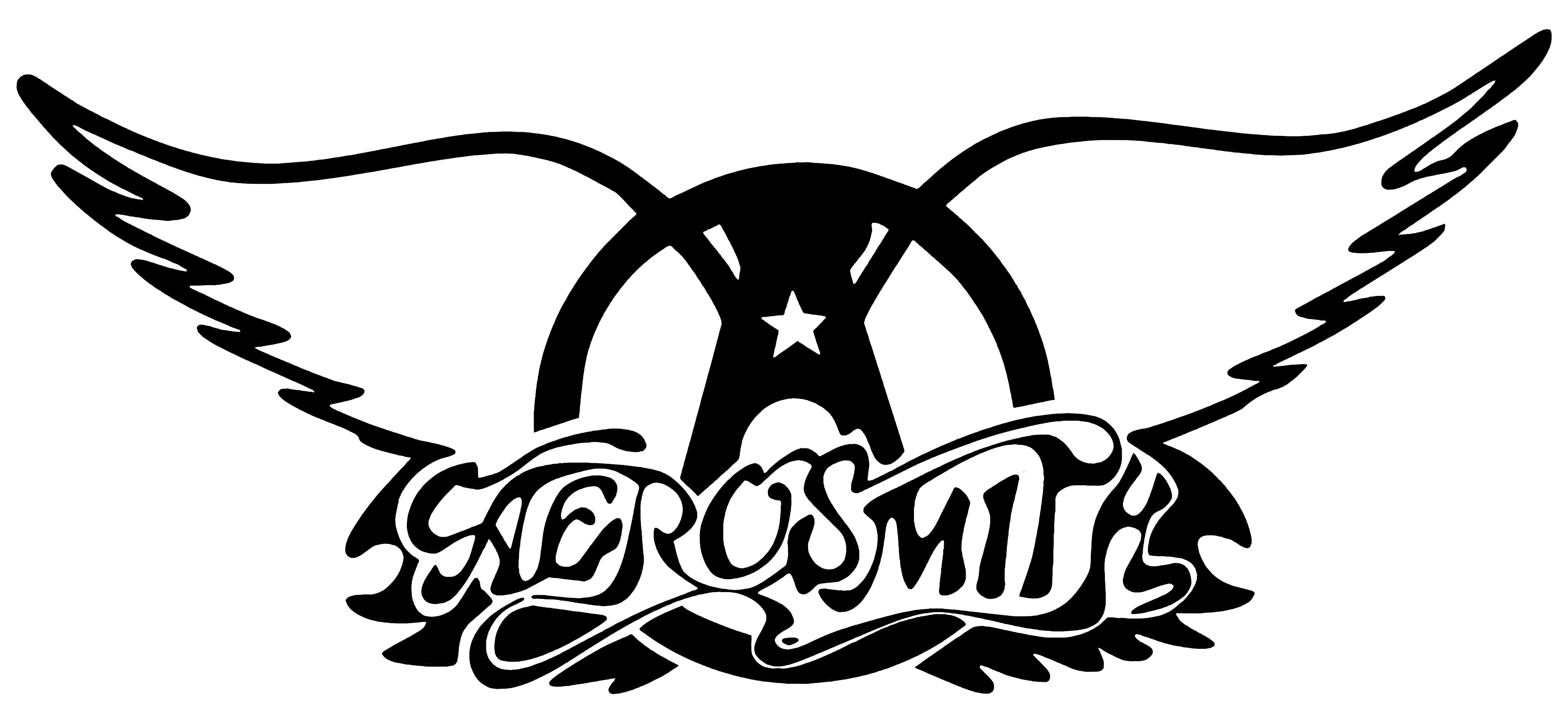
Símbolo da banda

Em 1964, Steven Tyler formou sua própria banda chamada Strangerus — mais tarde Chain Reaction — em Yonkers, Nova York. Enquanto isso, Perry e Hamilton formaram a Jam Band (comumente conhecida como "Joe Perry's Jam Band"), que era baseada em free-form e blues. Hamilton e Perry se mudaram para Boston, Massachusetts, em setembro de 1969. Lá eles conheceram Joey Kramer, um baterista de Yonkers, Nova York. Kramer conhecia Tyler e sempre teve esperança de tocar em uma banda com ele. Kramer, um estudante do Berklee College of Music, decidiu deixar a escola e se juntou à Jam Band.
Em 1970, Chain Reaction e Jam Band tocaram no mesmo show. Tyler imediatamente amou o som da Jam Band e quis unir as duas bandas. Em outubro de 1970, as bandas se encontraram novamente e consideraram a proposta. Tyler, que tinha sido baterista e vocalista de apoio no Chain Reaction, recusou-se terminantemente a tocar bateria nesta nova banda, insistindo que ele participaria apenas se pudesse ser o frontman e vocalista principal. Os outros concordaram e uma nova banda foi formada. A banda se mudou para uma casa juntos na 1325 Commonwealth Avenue em Boston, onde eles escreveram e ensaiaram músicas juntos e relaxaram entre os shows.
Os membros da banda supostamente passavam as tardes chapados e assistindo a reprises The Three Stooges. Um dia, eles tiveram uma reunião pós-Stooges para tentar inventar um nome. Kramer disse que, quando estava na escola, ele escrevia a palavra "aerosmith" em todos os seus cadernos. O nome surgiu em sua cabeça depois de ouvir o álbum Aerial Ballet de Harry Nilsson, que apresentava uma capa de arte de um artista de circo saltando de um biplano. Inicialmente, os companheiros de banda de Kramer não ficaram impressionados; todos pensaram que ele estava se referindo ao romance de Sinclair Lewis que eles eram obrigados a ler nas aulas de inglês do ensino médio. "Não, não Arrowsmith", explicou Kramer. "AERO... Aerosmith."[carece de fontes?] A banda decidiu por esse nome depois de também considerar "the Hookers" e "Spike Jones". Em algum momento antes do fim de semana de 25 de dezembro de 1971, eles eram conhecidos como "Fox Chase".
Logo, a banda contratou Ray Tabano, um amigo de infância de Tyler, como guitarrista base e começou a fazer shows locais. O Aerosmith fez seu primeiro show em Mendon, Massachusetts, na Nipmuc Regional High School (hoje Miscoe Hill Middle School) em 6 de novembro de 1970. Em 1971, Tabano foi substituído por Brad Whitford, que também frequentou a Berklee School of Music e era ex-membro da banda Earth Inc. Whitford, de Reading, Massachusetts, tocou na AW Coolidge Middle School de Reading. Exceto por um período de julho de 1979 a abril de 1984, a formação de Tyler, Perry, Hamilton, Kramer e Whitford permaneceu a mesma.

### Contrato de gravação,Aerosmith,Get Your Wings, eToys in the Attic(1971–1975)

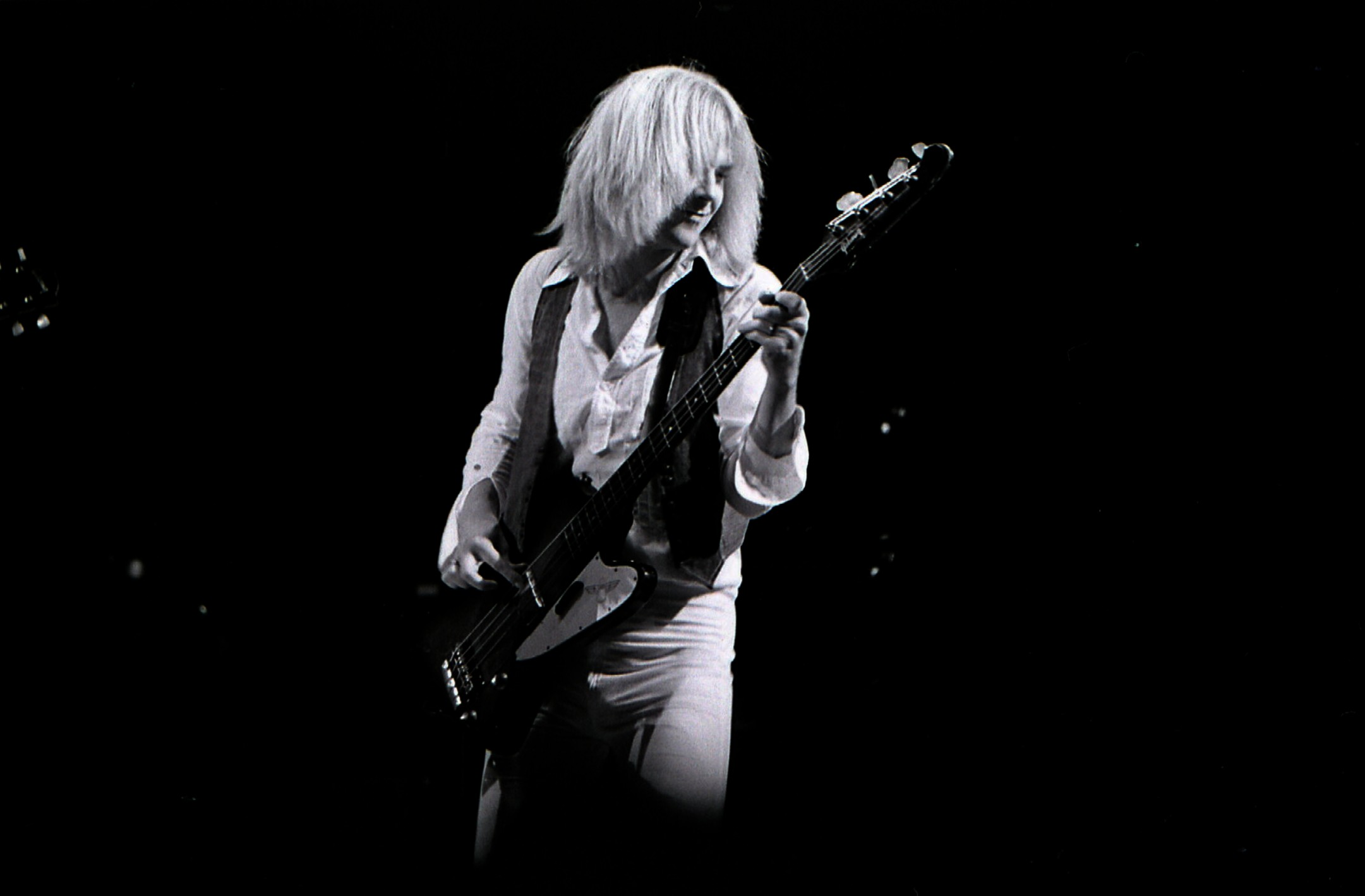
Tom Hamilton nos palcos em Toronto, em 1975

Após formar a banda e finalizar a formação em 1971, a banda começou a obter algum sucesso local fazendo shows ao vivo. Originalmente contratados pela Ed Malhoit Agency, a banda assinou um contrato de promoção com Frank Connelly e, eventualmente, garantiu um contrato de gestão com David Krebs e Steve Leber em 1972. Krebs e Leber convidaram o presidente da Columbia Records, Clive Davis, para ver a banda no Max's Kansas City, em Nova York. O Aerosmith não estava originalmente programado para tocar naquela noite no clube, mas eles pagaram do próprio bolso para garantir um lugar na conta, supostamente a única banda a fazê-lo no Max's. "No Surprize" do álbum Night in the Ruts comemorou o momento em que sua fama aumentou.
O Aerosmith assinou com a Columbia em meados de 1972 por US$ 125.000, e lançou seu álbum de estreia, Aerosmith. Lançado em janeiro de 1973, o álbum alcançou a posição 166. O álbum era rock and roll direto com influências de blues bem definidas, estabelecendo as bases para o som blues rock característico do Aerosmith. Embora o single de maior sucesso do álbum tenha sido "Dream On", na posição 59, várias faixas, como "Mama Kin" e "Walkin' the Dog", se tornariam itens básicos dos shows ao vivo da banda e receberam airplay nas rádios de rock. O álbum alcançou o status de ouro inicialmente, eventualmente vendeu dois milhões de cópias e foi certificado como dupla platina depois que a banda alcançou o sucesso mainstream mais de uma década depois.[carece de fontes?] Após constantes turnês, a banda lançou seu segundo álbum, Get Your Wings em 1974, o primeiro de uma série de álbuns multi-platina produzidos por Jack Douglas. Este álbum incluiu os sucessos de rádio de rock "Same Old Song and Dance" e "Train Kept A-Rollin'", um cover feito anteriormente pelos The Yardbirds. O álbum também continha vários favoritos dos fãs, incluindo "Lord of the Thighs", "Seasons of Wither" e "SOS (Too Bad)", canções mais sombrias que se tornaram essenciais nos shows ao vivo da banda. Até o momento, Get Your Wings vendeu três milhões de cópias.[carece de fontes?]
Em 1975, o Aerosmith lançou seu terceiro álbum, Toys in the Attic, que estabeleceu o Aerosmith como estrelas internacionais, competindo com nomes como Led Zeppelin e Rolling Stones. Originalmente ridicularizado como imitações dos Rolling Stones em parte devido à semelhança física entre os vocalistas Steven Tyler e Mick Jagger, Toys in the Attic mostrou que o Aerosmith era uma banda única e talentosa por si só. Toys in the Attic foi um sucesso imediato, começando com o single "Sweet Emotion", que se tornou o primeiro hit da banda no Top 40. Isso foi seguido por um relançamento bem-sucedido de "Dream On", que atingiu a sexta posição, tornando-se seu melhor single nas paradas da década de 1970. "Walk This Way", relançado em 1976, alcançou o Top 10 no início de 1977.
Além disso, "Toys in the Attic" e "Big Ten Inch Record" (uma canção originalmente gravada por Bull Moose Jackson) tornaram-se grampos de concertos. Como resultado desse sucesso, ambos os álbuns anteriores da banda foram re-encabeçados. Toys in the Attic tornou-se o álbum de estúdio mais vendido da banda nos Estados Unidos, com vendas certificadas nos EUA de nove milhões de cópias.[carece de fontes?] A banda fez uma turnê em apoio a Toys in the Attic, onde começaram a obter mais reconhecimento. Também nessa época, a banda estabeleceu sua base como "the Wherehouse" em Waltham, Massachusetts, onde gravariam e ensaiariam músicas, bem como conduziriam negócios.

### Rocks,Draw the Line, eLive! Bootleg(1976–1978)

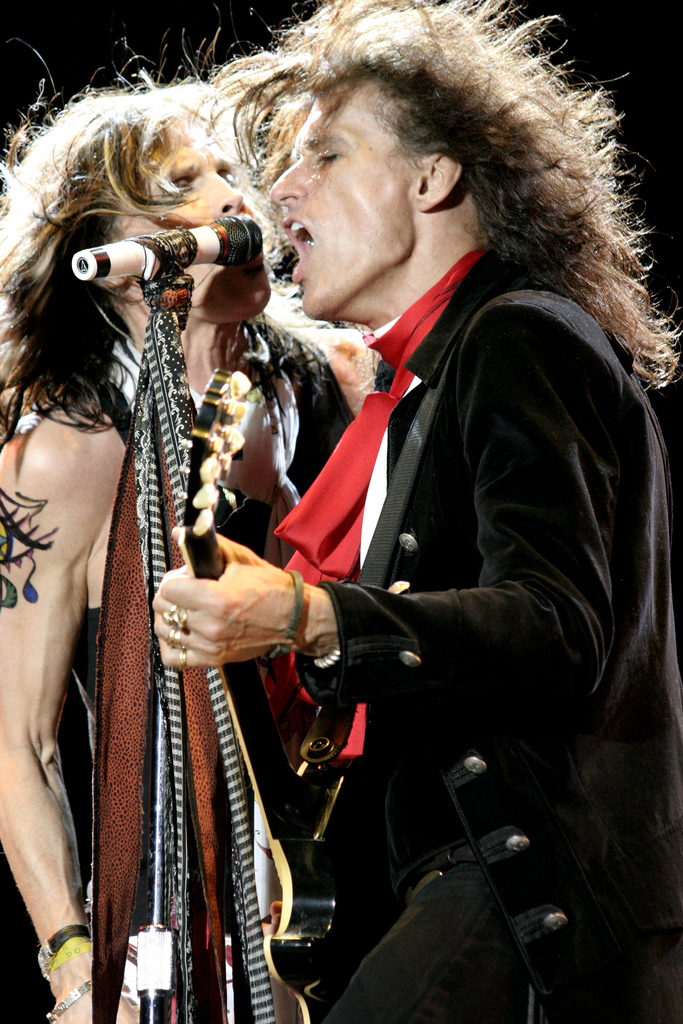
Durante a década de 1970, Steven Tyler (à esquerda) e Joe Perry (à direita) ficaram conhecidos como "The Toxic Twins" devido ao seu uso extensivo de drogas

Em 1976, o quarto álbum do Aerosmith foi Rocks, que o historiador musical Greg Prato descreveu como "capturando o Aerosmith em seu momento mais cru e rock". Ele se tornou platina rapidamente[carece de fontes?] e apresentou dois sucessos no Top 40, "Last Child" e "Back in the Saddle", bem como a balada "Home Tonight", que também entrou nas paradas. Rocks acabaria vendendo mais de quatro milhões de cópias.[carece de fontes?] Tanto Toys in the Attic quanto Rocks são altamente considerados, especialmente no gênero hard rock: eles aparecem em listas como os 500 melhores álbuns de todos os tempos da Rolling Stone e são citados como influentes por membros do Guns N' Roses, Metallica e Mötley Crüe. Kurt Cobain também listou Rocks como um dos álbuns que ele considerou mais influentes para o som do Nirvana em seu diário em 1993. Logo após o lançamento de Rocks, a banda continuou a fazer muitas turnês, desta vez encabeçando seus próprios shows, incluindo grandes estádios e festivais de rock.
Em 1977, o Aerosmith lançou seu quinto álbum, Draw the Line. Sua gravação foi afetada pelos excessos da banda, mas o disco ainda teve momentos memoráveis. A faixa-título ficou um pouco abaixo do Top 40 e continua sendo um grampo ao vivo, e "Kings and Queens" também ficou nas paradas. O álbum vendeu dois milhões de cópias.[carece de fontes?] A banda fez uma extensa turnê em apoio ao álbum, mas o abuso de drogas e a vida acelerada de turnês e gravações começaram a afetar suas performances. Tyler e Perry ficaram conhecidos como "The Toxic Twins" devido ao seu notório abuso de drogas dentro e fora do palco. Tyler comentou mais tarde: "Gastei US$ 64 milhões em drogas"; Perry zombou mais tarde: "Não há nenhuma maneira no mundo de você gastar tanto dinheiro em drogas e ainda estar vivo. Isso dá uma boa manchete - mas, falando na prática, essa foi provavelmente uma parte muito pequena de onde gastamos nosso dinheiro."
Enquanto continuava a fazer turnês e gravar no final da década de 1970, o Aerosmith apareceu no filme Sgt. Pepper's Lonely Hearts Club Band. Seu cover de "Come Together" dos Beatles, da trilha sonora de, foi o último hit do Top 40 da banda por quase 10 anos. O vinil duplo Live! Bootleg, lançado em 1978, capturou a crueza da banda durante a turnê Draw the Line. O single independente "Chip Away the Stone", também lançado em 1978, alcançou a posição 77.

### Partidas de Joe Perry e Brad Whitford,Night in the Ruts, eRock in a Hard Place(1979–1984)
Em 1979, a banda começou a trabalhar em seu próximo álbum, Night in the Ruts, mas o Aerosmith decidiu sair em turnê durante uma pausa na programação de gravações. À medida que a década estava prestes a terminar, o uso de drogas da banda começou a cobrar seu preço, e as tensões estavam lentamente chegando ao auge. A programação de turnês da banda os levou ao Cleveland Stadium em 28 de julho de 1979, onde foram a atração principal do festival World Series of Rock. O pandemônio explodiu nos bastidores quando a esposa de Joe Perry, Elissa, jogou um copo de leite na esposa de Tom Hamilton, Terry. Após o show, Tyler e Perry entraram em uma discussão acalorada quando Tyler confrontou Perry sobre as palhaçadas de sua esposa e, após o curso da discussão, Perry deixou o Aerosmith (enquanto Tyler afirma em sua autobiografia que ele demitiu Perry da banda). Após sua saída, Perry levou algumas das músicas que havia escrito com ele. Pouco depois de sua saída, Perry formou seu próprio projeto paralelo conhecido como The Joe Perry Project.
Como ainda havia trabalho a ser feito em Night in the Ruts, o Aerosmith precisava de músicos substitutos para substituir Perry nas músicas que precisavam ser gravadas para completar o álbum. O guitarrista Brad Whitford assumiu algumas das partes principais, e Richie Supa, o parceiro de composição de longa data da banda, preencheu onde necessário até que a banda pudesse contratar Jimmy Crespo para assumir como o próximo guitarrista em tempo integral. Night in the Ruts foi lançado em novembro de 1979, mas conseguiu vender apenas discos suficientes para ser certificado ouro na época, embora eventualmente vendesse cópias suficientes para ser certificado platina em 1994. O único single que o álbum gerou, um cover de "Remember (Walking in the Sand)" dos Shangri-Las, atingiu o pico na posição 67 na Billboard Hot 100.
A turnê de Night in the Ruts começou logo depois, mas a banda se viu tocando em locais cada vez menores do que antes devido à sua popularidade começar a diminuir. Os problemas com drogas de Steven Tyler estavam começando a afetar seu desempenho e composição, e ele chegou ao fundo do poço em 1980, quando desmaiou no palco durante um show em Portland, Maine, e não se levantou pelo resto do set. Também em 1980, o Aerosmith lançou seu primeiro álbum de compilação, Greatest Hits. Embora a compilação não tenha alcançado grandes posições inicialmente, ela ganhou popularidade mais tarde e se tornou o álbum mais vendido da banda nos Estados Unidos, com vendas de 12 milhões de cópias.[carece de fontes?] No outono de 1980, Tyler se feriu em um grave acidente de motocicleta, que o deixou hospitalizado por dois meses e incapaz de fazer turnês ou gravar até 1981.
Em 1981, o Aerosmith começou a trabalhar em seu próximo álbum, Rock in a Hard Place, que os viu se reunir com o produtor Jack Douglas. No entanto, após a primeira música do álbum, "Lightning Strikes", ser gravada, Brad Whitford deixou a banda e formou uma dupla com Derek St. Holmes, com quem gravou um álbum autointitulado, que não conseguiu atrair muito interesse. Whitford mais tarde se juntou ao Joe Perry Project e tocou com eles em 1984.
Com Rick Dufay no lugar de Whitford, Rock in a Hard Place foi lançado em 27 de agosto de 1982. O álbum alcançou a posição 32 na parada de álbuns da Billboard 200.[carece de fontes?] Apenas um single chegou às paradas, o já mencionado "Lightning Strikes", que atingiu o pico na posição 21 na parada de rock mainstream da Billboard. Assim como na turnê de Night in the Ruts, o Aerosmith não conseguiu reservar locais maiores e, em vez disso, teve que depender de clubes e teatros lotados, o que eles lutaram para fazer. Em um show de arena de boas-vindas em Worcester, Massachusetts, Tyler e Perry se reuniram e ficaram chapados nos bastidores antes do show. Tyler estava tão embriagado que desmaiou no palco novamente e, como antes, não conseguia se levantar.
Em 14 de fevereiro de 1984, Perry (naquela época divorciado de sua primeira esposa Elissa) e Whitford viram o Aerosmith se apresentar no Orpheum Theater de Boston. Pouco depois, começaram as discussões para reintegrar os dois à banda e, vários meses depois, os membros originais do Aerosmith se reuniram oficialmente. Steven Tyler relembra:
| “              | Você deveria ter sentido a emoção no momento em que todos nós cinco nos reunimos na mesma sala pela primeira vez novamente. Todos nós começamos a rir — era como se os cinco anos nunca tivessem passado. Sabíamos que tínhamos feito a jogada certa. | ” |
| — Steven Tyler | |   |

### Turnê de reunião Back in the Saddle,Done with Mirrors, e reabilitação de drogas (1984–1986)
Em 1984, o Aerosmith embarcou em uma turnê de reunião chamada Back in the Saddle Tour, que levou ao álbum ao vivo Classics Live II. Embora os shows da turnê fossem bem frequentados, ela foi atormentada por vários incidentes, principalmente atribuídos ao abuso de drogas pelos membros da banda. Com seus problemas com drogas ainda não superados, o grupo assinou com a Geffen Records e começou a trabalhar em um retorno. Apesar da banda assinar com uma nova gravadora, a antiga gravadora da banda, Columbia, continuou a colher os benefícios do retorno do Aerosmith, lançando os álbuns complementares ao vivo Classics Live I e II e a coleção Gems.
Em 1985, a banda lançou o álbum Done with Mirrors, seu primeiro álbum de estúdio desde a reunião. Embora o álbum tenha recebido algumas críticas positivas, ele só foi ouro[carece de fontes?] e não conseguiu produzir um single de sucesso ou gerar qualquer interesse generalizado. A faixa mais notável do álbum, "Let the Music Do the Talking", era na verdade um cover de uma música originalmente gravada pelo Joe Perry Project e lançada no álbum da banda de mesmo nome.[carece de fontes?] No entanto, a banda se tornou uma atração popular de shows mais uma vez, em turnê para apoiar Done with Mirrors, até 1986. Em 1986, em uma colaboração crossover sem precedentes, o Aerosmith (em grande parte as contribuições adicionais dos líderes Tyler e Perry) apareceu no cover do Run–DMC de "Walk This Way", uma faixa que mistura rock and roll com hip hop. Ao alcançar a posição número 4 na Billboard Hot 100, a música e seu vídeo frequentemente exibido ressuscitaram a carreira do Aerosmith ao apresentar a música da banda a uma nova geração.
Apesar de sua performance ressuscitada, os problemas com drogas dos membros da banda ainda estavam em seu caminho. Em 1986, Tyler completou um programa de reabilitação de drogas bem-sucedido, após uma intervenção de seus companheiros de banda, um médico e empresário Tim Collins, que acreditava que o futuro da banda não seria brilhante se Tyler não fosse tratado a tempo. O resto dos membros da banda também completou programas de reabilitação de drogas ao longo dos próximos dois anos. De acordo com a autobiografia reveladora da banda, Collins prometeu em setembro de 1986 que poderia fazer do Aerosmith a maior banda do mundo até 1990 se todos completassem a reabilitação de drogas. Seu próximo álbum foi crucial por causa da decepção comercial de Done With Mirrors, e conforme os membros da banda se tornaram limpos, eles trabalharam duro para fazer de seu próximo álbum um sucesso.

### Permanent VacationePump(1987–1991)
Permanent Vacation foi lançado em agosto de 1987, tornando-se um grande sucesso e o álbum mais vendido da banda em mais de uma década (vendendo 5 milhões de cópias nos EUA),[carece de fontes?] com todos os seus três singles ("Dude (Looks Like a Lady)", "Angel" e "Rag Doll") alcançando o Top 20 da Billboard Hot 100. Steven Tyler revela em sua autobiografia que o álbum foi "... o primeiro que fizemos sóbrios".
Parte do sucesso comercial do Permanent Vacation envolveu o produtor Bruce Fairbairn, cujos toques de produção (como efeitos sonoros e gravação de alta qualidade) adicionaram interesse ao álbum e o uso de compositores externos, como Desmond Child, Jim Vallance e Holly Knight, que ajudaram a banda com as letras. Embora o grupo inicialmente hesitasse em usar compositores externos, incluindo Tyler furioso por Knight receber créditos de composição por mudar uma palavra ("Rag Time" virou "Rag Doll"), o método valeu a pena, já que Permanent Vacation se tornou o álbum de maior sucesso da banda em uma década. O grupo fez uma turnê subsequente com os companheiros de gravadora Guns N' Roses (que citaram o Aerosmith como uma grande influência), que foi intensa às vezes por causa da nova luta do Aerosmith para se manter limpo em meio ao uso desenfreado e bem divulgado de drogas do Guns N' Roses.
O próximo álbum do Aerosmith foi ainda mais bem-sucedido. Pump, lançado em setembro de 1989, apresentou três singles no Top Ten: "Love in an Elevator", "Janie's Got a Gun" e "What It Takes", bem como o Top 30 "The Other Side", restabelecendo a banda como uma força musical séria. Pump foi um sucesso crítico e comercial, eventualmente vendendo 7 milhões de cópias,[carece de fontes?] gerando vários videoclipes que estavam em rotação regular na MTV e alcançando classificações de quatro estrelas nas principais revistas de música. Pump foi classificado como o quarto álbum mais vendido de 1990. A banda também ganhou seu primeiro Grammy na categoria de Melhor Performance de Rock por um Duo ou Grupo com Vocal, por "Janie's Got a Gun". Além disso, o vídeo de "Janie's Got a Gun" ganhou dois Video Music Awards e foi classificado como um dos 100 melhores vídeos de todos os tempos pela Rolling Stone, MTV e VH1. Como Permanent Vacation, Pump foi produzido por Bruce Fairbairn, que adicionou toques de produção, como interlúdios instrumentais que forneceram transições entre as músicas para dar ao álbum um som mais completo, bem como Margarita Horns, que adicionou instrumentos de sopro a faixas como "Love in an Elevator" e "The Other Side". O crítico de rock Stephen Thomas Erlewine afirmou que Pump "se deleita com [concessões pop] sem nunca perder de vista o núcleo hard rock sujo do Aerosmith", continuando dizendo que "tal ambição e ecletismo musical bem-sucedido fazem Pump se classificar com Toys in the Attic e Rocks". O processo de gravação de Pump foi documentado no vídeo The Making of Pump, que desde então foi relançado como um DVD. Os videoclipes dos singles do álbum foram apresentados no lançamento Things That Go Pump in the Night, que rapidamente ganhou disco de platina.[carece de fontes?]
Em apoio ao Pump, a banda embarcou na Pump Tour de 12 meses, que durou a maior parte de 1990. Em 21 de fevereiro de 1990, a banda apareceu em um esquete de "Wayne's World" no Saturday Night Live, debatendo a queda do comunismo e da União Soviética, e apresentou seus sucessos recentes "Janie's Got a Gun" e "Monkey on My Back". A aparição da banda no esquete "Wayne's World" foi posteriormente classificada pela E! como o momento número um na história do programa. Em 11 de agosto de 1990, a apresentação da banda no Unplugged da MTV foi ao ar. Em outubro de 1990, a Pump Tour terminou, com as primeiras apresentações da banda na Austrália. No mesmo ano, a banda também foi introduzida na Hollywood Rock Walk. Em novembro de 1991, a banda apareceu no episódio "Flaming Moe's" dos Simpsons e lançou um box set intitulado Pandora's Box. Em coordenação com o lançamento de Pandora's Box, o hit de 1975 da banda "Sweet Emotion" foi remixado e relançado como single, e um videoclipe foi criado para promover o single. Também em 1991, a banda tocou seu single de 1973 "Dream On" com a orquestra de Michael Kamen para o especial do 10º aniversário da MTV; esta apresentação foi usada como o videoclipe oficial da música. Em 1992, Tyler e Perry apareceram ao vivo como convidados do Guns N' Roses durante o show pay-per-view mundial de 1992 em Paris, tocando um medley de "Mama Kin" (que o GN'R fez um cover em 1986) e "Train Kept-A Rollin".

### Get a GripeBig Ones(1992–1995)
A banda fez uma breve pausa antes de gravar seu sucessor, Pump, em 1992. Apesar das mudanças significativas na música mainstream no início da década de 1990, Get a Grip de 1993 foi igualmente bem-sucedido comercialmente, tornando-se seu primeiro álbum a estrear no número 1 e acumulando vendas de 7 milhões de cópias em um período de dois anos e meio[carece de fontes?] e mais de 20 milhões de cópias em todo o mundo. Os primeiros singles foram o hard rock "Livin' on the Edge" e "Eat the Rich". Embora muitos críticos não tenham ficado impressionados com o foco nas subsequentes power-ballads intercambiáveis na promoção do álbum, todos os três ("Cryin'", "Amazing" e "Crazy") provaram ser grandes sucessos no rádio e na MTV. Os videoclipes apresentavam a então promissora atriz Alicia Silverstone; suas performances provocativas lhe renderam o título de "the Aerosmith chick" ("a garota do Aerosmith") na primeira metade da década. A filha de Steven Tyler, Liv Tyler, também foi destaque no vídeo de "Crazy". A banda ganhou dois prêmios Grammy por músicas deste álbum na categoria de Melhor Performance de Rock por uma Dupla ou Grupo com Vocal: por "Livin' on the Edge" em 1994 e "Crazy" em 1995.
Durante a produção de Get a Grip, a administração e a gravadora trouxeram uma variedade de colaboradores profissionais de composição para ajudar a dar a quase todas as músicas do álbum mais apelo comercial, uma tendência que continuaria até o início dos anos 2000. No entanto, isso levou a acusações de venda que continuariam ao longo da década de 1990. Além da exaustiva turnê mundial de 18 meses do Aerosmith em apoio ao Get a Grip, a banda também fez uma série de coisas para ajudar a promover a si mesma e seu álbum e apelar à cultura jovem, incluindo a aparição da banda no filme Wayne's World 2 onde tocaram duas músicas, a aparição da banda e sua música nos videogames Revolution X e Quest for Fame se apresentando no Woodstock '94, usando sua música "Deuces Are Wild" no The Beavis and Butt-head Experience, e abrindo seu próprio clube, The Mama Kin Music Hall, em Boston em 1994. No mesmo ano, foi lançada a compilação da banda para a Geffen Records, intitulada Big Ones, apresentando seus maiores sucessos de Permanent Vacation, Pump e Get a Grip, "Deuces Are Wild" do Beavis and Butt-head Experience, bem como duas novas músicas, "Blind Man" e "Walk on Water", ambos os quais obtiveram grande sucesso nas paradas de rock.

### Nine Livese "I Don't Want to Miss a Thing" (1996–2000)
O Aerosmith assinou um contrato de US$ 30 milhões para quatro discos com a Columbia Records/Sony Music em 1991, mas havia gravado apenas três de seus seis álbuns contratuais com a Geffen Records naquele momento (Done with Mirrors, Permanent Vacation e Pump). Entre 1991 e 1996, eles lançaram mais dois álbuns com a Geffen (Get a Grip e Big Ones), o que significava que agora tinham cinco álbuns com a Geffen em seu currículo (junto com uma compilação ao vivo planejada), o que significava que agora eles poderiam começar a gravar para seu novo contrato com a Columbia. A banda tirou um tempo com suas famílias antes de trabalhar em seu próximo álbum, Nine Lives, que foi atormentado por problemas de pessoal, incluindo a demissão do empresário Tim Collins, que, de acordo com os membros da banda, quase causou a separação da banda. O produtor do álbum também foi alterado de Glen Ballard para Kevin Shirley. Nine Lives foi lançado em março de 1997. As críticas foram mistas, e Nine Lives inicialmente caiu nas paradas, embora tenha tido uma longa vida nas paradas e vendido platina dupla apenas nos Estados Unidos,[carece de fontes?] alimentado por seus singles, "Falling in Love (Is Hard on the Knees)", a balada "Hole in My Soul" e o sucesso crossover-pop "Pink" (que rendeu à banda seu quarto prêmio Grammy em 1999 na categoria Melhor Performance de Rock por uma Dupla ou Grupo com Vocal). Foi seguido pela turnê Nine Lives, com mais de dois anos de duração, que foi atormentada por problemas, incluindo o vocalista Steven Tyler machucando a perna em um show, e Joey Kramer sofrendo queimaduras de segundo grau quando seu carro pegou fogo em um posto de gasolina.

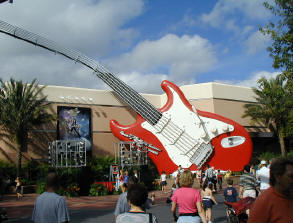
A Rock 'n' Roller Coaster Starring Aerosmith foi inaugurada em 29 de julho de 1999, no Disney's Hollywood Studios no Walt Disney World Resort

Em 1998, em meio a contratempos durante a Nine Lives Tour, a banda lançou o single "I Don't Want to Miss a Thing", o tema de amor, escrito por Diane Warren para o filme Armageddon de 1998, estrelado pela filha de Steven Tyler, Liv. A música se tornou o primeiro e único single número 1 do Aerosmith quando estreou na primeira posição na Billboard Hot 100 e permaneceu no topo das paradas por quatro semanas. A música foi indicada ao Oscar em 1999. A música ajudou a abrir o Aerosmith para uma nova geração e continua sendo um grampo da dança lenta. 1998 também viu o lançamento do álbum duplo ao vivo, A Little South of Sanity, que foi montado a partir de apresentações nas turnês Get a Grip e Nine Lives. O álbum ganhou disco de platina logo após seu lançamento.[carece de fontes?] A banda continuou com suas turnês mundiais aparentemente intermináveis promovendo Nine Lives e o single "I Don't Want to Miss a Thing" até 1999.
Em 1999, o Aerosmith foi escolhido para participar do Rock 'n' Roller Coaster Starring Aerosmith, fornecendo a trilha sonora e o tema do passeio no Disney's Hollywood Studios no Walt Disney World Resort e, anteriormente, na Disneylândia Paris no Walt Disney Studios Park, que foi inaugurado em 2002 e fechado em 2019, para ser substituído por uma atração do Homem de Ferro e os Vingadores no próximo Avengers Campus. Em 9 de setembro de 1999, Steven Tyler e Joe Perry se reuniram com o Run–DMC e também foram acompanhados por Kid Rock para uma apresentação colaborativa ao vivo de "Walk This Way" no MTV Video Music Awards, um precursor da Girls of Summer Tour. A banda comemorou o novo milênio com uma breve turnê pelo Japão, e também contribuiu com a música "Angel's Eye" para o filme Charlie's Angels de 2000. Em dezembro de 2000, eles encerraram o trabalho em seu próximo álbum.

### Just Push Play,O, Yeah!e Rocksimus Maximus (2001–2003)

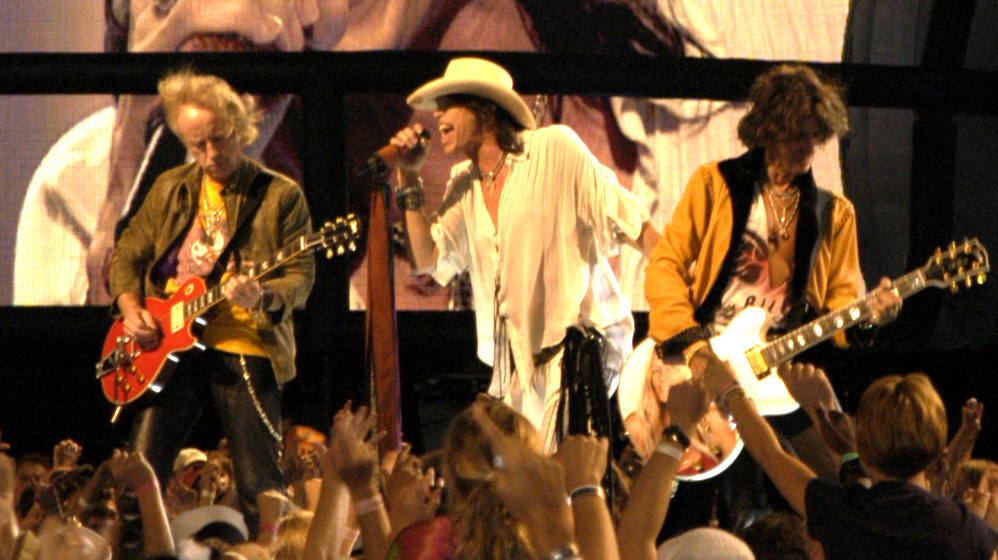
Brad Whitford, Steven Tyler, e Joe Perry do Aerosmith se apresentando no NFL Kickoff em Washington, D.C., em 4 de setembro de 2003

A banda entrou na próxima década co-liderando com o NSYNC o show do intervalo do Super Bowl XXXV, intitulado "The Kings of Rock and Pop", com participações de Britney Spears, Mary J. Blige e Nelly. Todas as estrelas colaboraram com o Aerosmith no final para uma apresentação de "Walk This Way".
Em março de 2001, a banda lançou seu 13º álbum de estúdio Just Push Play, que rapidamente ganhou disco de platina,[carece de fontes?] impulsionado pelo single Top 10 "Jaded" e pela aparição da faixa-título em comerciais da Dodge. Eles foram introduzidos no Rock and Roll Hall of Fame logo após o lançamento do álbum, no final de março de 2001. O Aerosmith é a única banda a ser introduzida no Hall da Fama com uma música ativa nas paradas ("Jaded"). Mais tarde naquele ano, a banda se apresentou como parte do show beneficente United We Stand: What More Can I Give em Washington DC para as vítimas do 11 de setembro e suas famílias.[carece de fontes?] A banda voou de volta para Indianápolis para um show na mesma noite, como parte de sua Just Push Play Tour.
A banda começou 2002 encerrando a turnê Just Push Play e simultaneamente gravando segmentos para seu especial Behind the Music na VH1, que não apenas registrou a história da banda, mas também as atividades atuais e turnês da banda. O especial foi um dos poucos Behind the Music a durar duas horas. Em maio, o Aerosmith fez um cover do "Tema do Homem-Aranha" para a trilha sonora do filme de 2002 de mesmo nome. Em 27 de junho, a banda se apresentou no show oficial da Copa do Mundo da FIFA no Estádio de Tóquio, que ocorreu durante a Copa do Mundo da FIFA de 2002 realizada na Coreia/Japão. Em julho de 2002, o Aerosmith lançou uma compilação de dois discos que abrange a carreira, O, Yeah! Ultimate Aerosmith Hits, que apresentou o novo single "Girls of Summer" e embarcou na Girls of Summer Tour com Kid Rock e Run–DMC abrindo. O, Yeah! já foi certificado como dupla platina.[carece de fontes?] A MTV homenageou o Aerosmith com seu prêmio mtvICON em 2002. As apresentações incluíram Pink fazendo um cover de "Janie's Got a Gun". Shakira cantou "Dude (Looks Like a Lady)", Kid Rock tocou "Mama Kin" e "Last Child", Train cantou "Dream On" e Papa Roach fez um cover de "Sweet Emotion". Além disso, os depoimentos contaram com convidados surpresa do Metallica, assim como Janet Jackson, o vocalista do Limp Bizkit, Fred Durst, Alicia Silverstone e Mila Kunis.
Em 2003, o Aerosmith co-liderou com o Kiss na turnê Rocksimus Maximus, em preparação para o lançamento de seu álbum de blues. Eles também tocaram uma música para Rugrats Go Wild, "Lizard Love".

### Honkin' on Bobo,Rockin' the JointeDevil's Got a New Disguise(2004–2006)
O tão prometido álbum de blues do Aerosmith, Honkin' on Bobo, foi lançado em 2004. Este foi um retorno às raízes da banda, incluindo a gravação do álbum em sessões ao vivo, trabalhando com o ex-produtor Jack Douglas e estabelecendo sua coragem de blues rock. Foi seguido por um DVD ao vivo, You Gotta Move, em dezembro de 2004, selecionado de apresentações na Honkin' on Bobo Tour. "Dream On" também foi destaque em uma campanha publicitária da Buick em 2004, visando o mercado daquela marca, que agora é composto em grande parte por pessoas que eram adolescentes quando a música estreou nas paradas.
Em 2005, Steven Tyler apareceu no filme Be Cool. Joe Perry lançou seu álbum solo autointitulado no mesmo ano. No Grammy Awards de 2006, ele foi indicado para Melhor Performance Instrumental de Rock pela faixa "Mercy", mas perdeu para Les Paul. Em outubro de 2005, o Aerosmith lançou um CD/DVD Rockin' the Joint. A banda pegou a estrada para a Rockin' the Joint Tour em 30 de outubro com Lenny Kravitz para uma turnê de outono/inverno em arenas nos maiores mercados dos EUA. A banda planejou fazer uma turnê com o Cheap Trick na primavera, atingindo mercados secundários nos EUA. Quase toda essa parte da turnê foi cancelada, no entanto. As datas foram inicialmente canceladas uma por uma até 22 de março de 2006, quando foi anunciado que o vocalista Steven Tyler precisava de uma cirurgia na garganta, e as datas restantes da turnê foram posteriormente canceladas.
Tyler e Perry se apresentaram com a Boston Pops Orchestra para seu concerto anual de 4 de julho no Esplanade em 2006, um marco, pois foi o primeiro grande evento ou apresentação desde a cirurgia na garganta de Steven Tyler. Nessa época, a banda também anunciou que embarcaria na Route of All Evil Tour com o Mötley Crüe no final de 2006. Em 24 de agosto de 2006, foi anunciado que Tom Hamilton estava em tratamento para câncer na garganta. Para se recuperar totalmente, ele ficou de fora de grande parte da Route of All Evil Tour até ficar bem novamente. O ex-baixista do Joey Perry Project, David Hull, substituiu Hamilton até seu retorno. Em 5 de setembro de 2006, o Aerosmith deu início à Route of All Evil Tour com o Mötley Crüe em Columbus, Ohio. A turnê co-headlining levou ambas as bandas a anfiteatros por toda a América do Norte até 24 de novembro de 2006. Depois disso, algumas datas selecionadas em arenas foram adicionadas, algumas das quais foram com o Mötley Crüe. A turnê terminou em 17 de dezembro de 2006.
Em 17 de outubro de 2006, o álbum de compilação Devil's Got a New Disguise: The Very Best of Aerosmith foi lançado. O álbum continha sucessos anteriores com a adição de duas novas músicas, "Devil's Got a New Disguise" e "Sedona Sunrise", que eram outtakes mais antigos regravados para o álbum. "Devil's Got a New Disguise" alcançou a posição 15 na parada Mainstream Rock Tracks. O álbum tinha como objetivo cumprir o contrato do Aerosmith com a Sony e animar os fãs até que o novo álbum de estúdio da banda fosse lançado.

### Turnê,Guitar Hero: Aerosmithe álbum inacabado (2007–2009)
No início de 2007, a banda anunciou uma nova turnê mundial, a primeira em quase uma década a incluir datas fora da América do Norte ou Japão. A banda se apresentou no Hard Rock Cafe de Londres em fevereiro de 2007 para promover sua turnê europeia, que incluiu uma noite no Hyde Park como parte do festival Hard Park Calling patrocinado pelo Hard Rock Cafe. Na primavera, a banda fez uma turnê pela America Latina para multidões de estádios lotados. No verão, a banda fez uma turnê pela Europa, se apresentando em vários grandes festivais de rock e visitando alguns países onde nunca haviam tocado antes. Além disso, a banda tocou em países do Oriente Médio, como Emirados Árabes Unidos e Índia, pela primeira vez. A banda também tocou em algumas datas selecionadas na Califórnia e no Canadá no final de julho. O show de 21 de julho de 2007 na Prince Edward Island foi o maoir da história daquela província. Em setembro, a bnada fez oito datas nos principais mercados do nordeste da América do Norte. Esses shows foram abertos por Joan Jett. A banda também fez um show privado no Havaí. Um show público em Maui foi cancelado por razões logísticas, o que estimulou uma ação coletiva contra a banda. Em abril de 2009, o Aerosmith concordou em compensar todos os compradores de ingressos do show cancelado com um ingresso grátis para um show remarcado em Maui para ser realizado em 20 de outubro de 2009, juntamente com o reembolso de todas as despesas relacionadas ao show.

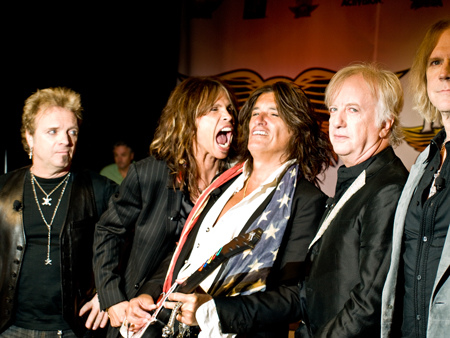
Aerosmith promovendo Guitar Hero: Aerosmith em 2008

Em 1 de novembro de 2007, a banda entrou em um estúdio para trabalhar no último álbum de estúdo de seu contrato atual com a Sony. Na época, acreditava-se que o álbum incluiriafaixas regravadas de álbuns anteriores, bem como material totalmente novo. Em uma entrevista, o guitarrista Joe Perry revelou que, além de criar um novo álbum, a banda estava trabalhando em estreita colaboração com os criadores da série Guitar Hero para desenvolver Guitar Hero: Aerosmith, um videogame dedicado à música da banda. O jogo foi lançado em 29 de junho de 2008 e contém muitas de suas músicas mais populares. Steven Tyler anunciou na VH1 Classic Radio em 4 de setembro de 2008 que o Aerosmith pretendia entrar em estúdio no final de setembro de 2008 para concluir o 15º álbum de estúdio da banda. Tyler também confirmou que a banda planejava começar uma nova turnê pelos Estados Unidos em junho de 2009, em apoio ao álbum ainda sem título. Esta turnê deveria ser precedida por um show na Venezuela em 1º de fevereiro de 2009. No entanto, em 15 de janeiro de 2009, Tyler disse que a banda não poderia fazer o show por causa de uma segunda lesão no joelho do guitarrista Joe Perry. Em meados de fevereiro de 2009, foi anunciado que o álbum seria produzido pelo famoso Brendan O'Brien e que o álbum provavelmente seria gravado ao vivo, como seus discos anteriores. Embora a banda esperasse terminar o álbum antes do início da turnê em junho de 2009, Perry disse que o grupo "percebeu que não havia nenhuma chance de terminar [o álbum] antes de pegarmos a estrada para o verão". A turnê contou com o ZZ Top como banda de abertura na maior parte da turnê. A turnê Aerosmith/ZZ Top, apresentada pelo Guitar Hero: Aerosmith, foi oficialmente anunciada e as primeiras datas divulgadas em 8 de abril de 2009.
A turnê estava programada para levar a banda pela América do Norte de junho a setembro de 2009. A turnê contou com a banda tocando quase todas as músicas do álbum Toys in the Attic de 1975 durante as primeiras sete datas da turnê e também contou com Joe Perry cantando os vocais principais em "Combination" de 1976. A turnê foi atormentada por vários problemas de saúde, no entanto. O guitarrista Brad Whitford teve que ficar de fora das primeiras sete datas da turnê para se recuperar de uma cirurgia na cabeça, depois de machucar a cabeça ao sair do carro. Em 28 de junho de 2009, no sétimo show da banda na Mohegan Sun Arena em Uncasville, Connecticut, o vocalista Steven Tyler machucou a perna, o que exigiu o adiamento de sete shows. Assim que a banda retomou a turnê em 15 de julho, Whitford retornou ao grupo. No entanto, Tom Hamilton teve que sair da turnê para se recuperar de uma cirurgia não invasiva. Em 5 de agosto de 2009, Tyler foi levado às pressas para o hospital após cair do palco em um show em Sturgis, Dakota do Sul.[carece de fontes?] Ele foi ajudado pela equipe de segurança e levado para os bastidores, antes que o guitarrista Joe Perry dissesse ao público que o show havia acabado. Tyler foi levado de helicóptero para o Hospital Regional de Rapid City, onde recebeu tratamento para ferimentos na cabeça e no pescoço e um ombro quebrado. Após os ferimentos de Tyler, a banda foi forçada a adiar cinco shows no oeste do Canadá. Em 14 de agosto de 2009, o Aerosmith anunciou que havia decidido cancelar o resto das datas da turnê pelos Estados Unidos com o ZZ Top, devido aos ferimentos de Tyler.
No meio da turnê, Perry concluiu o trabalho em seu quinto álbum solo, Have Guitar, Will Travel e o baterista Joey Kramer lançou sua autobiografia, Hit Hard. O álbum solo de Perry foi lançado em 6 de outubro de 2009.
Depois que Tyler se recuperou da queda do palco, a banda retornou ao palco em meados de outubro para dois shows no Havaí, um em Maui que foi remarcado de 2007 e finalmente tocado como parte de um acordo legal, e um show adicional que foi tocado em Honolulu. No início de novembro, a banda fez um show em Abu Dhabi no Grand Prix.

### Briga entre Tyler e Perry e turnê Cocked, Locked e Ready to Rock (2009–2010)

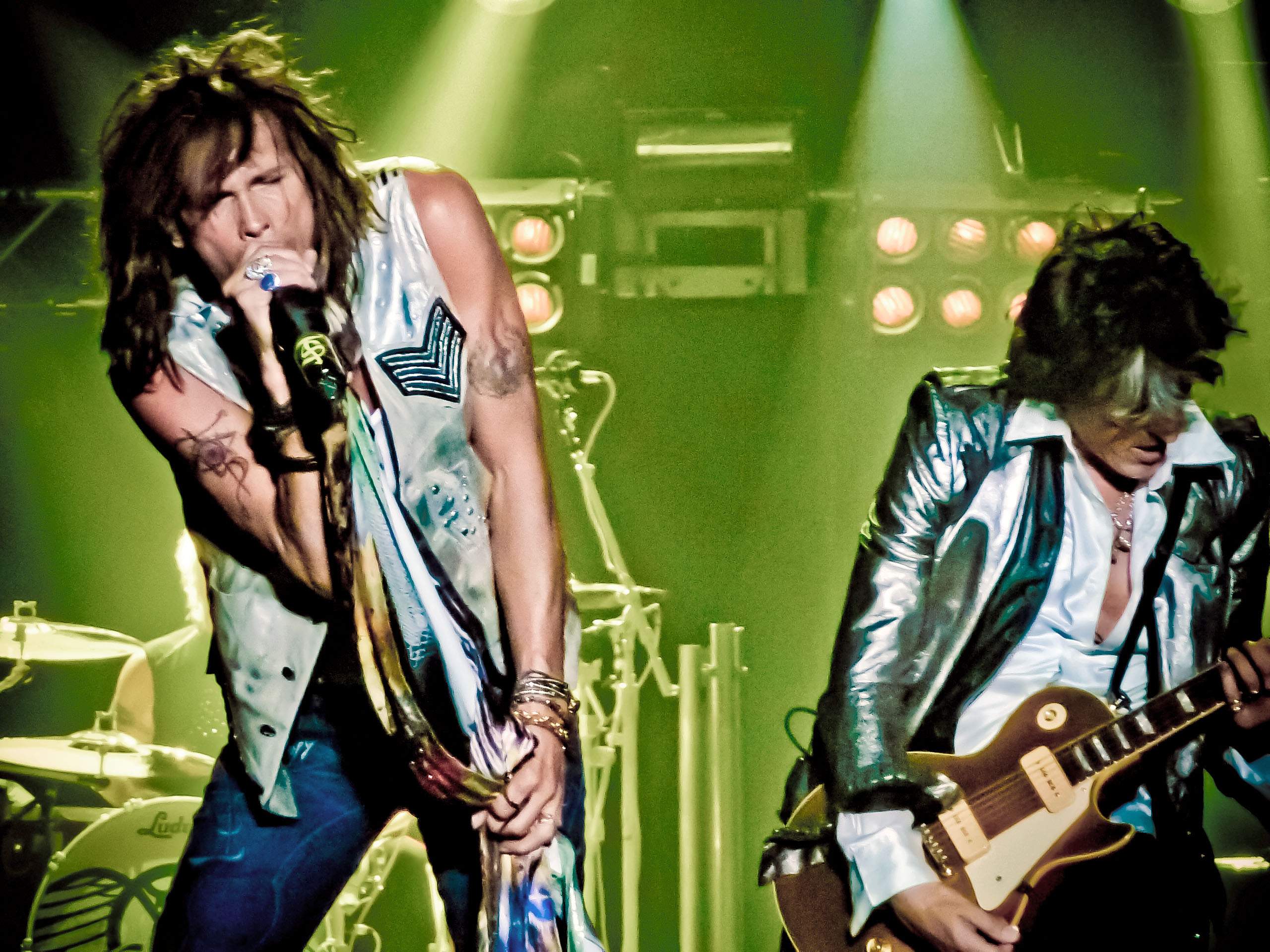
Aerosmith se apresentado em Arnhem, Holanda, em 23 de junho de 2010

Tyler desistiu de uma turnê planejada pela América do Sul no final de 2009 e parecia decidido a seguir projetos solo, incluindo sua autobiografia Does the Noise in My Head Bother You?. Tyler disse à revista Classic Rock: "Ainda não sei o que estou fazendo, mas definitivamente será algo Steven Tyler: trabalhar na minha marca - a Marca Tyler." Enquanto isso, o guitarrista Joe Perry fez uma turnê pelos Estados Unidos no final de 2009, e pelo Japão e Reino Unido no início de 2010.
Em novembro de 2009, Joe Perry afirmou que Tyler não tinha tido contato com a banda e poderia estar prestes a deixar o Aerosmith. Perry afirmou que o resto do grupo estava "procurando um novo vocalista para trabalhar". Foi relatado que o cantor Lenny Kravitz havia sido abordado para a posição de Steven Tyler, que ele então recusou.
No entanto, apesar dos rumores de que ele deixaria a banda, Tyler se juntou ao Joe Perry Project no palco em 10 de novembro de 2009, no Fillmore New York no Irving Plaza, e Tyler e Perry tocaram o single do Aerosmith "Walk This Way" juntos. De acordo com fontes no evento, Tyler garantiu à multidão que ele "não estava saindo do Aerosmith".
Em 22 de dezembro de 2009, a revista People relatou que Tyler havia entrado em uma clínica de reabilitação para controlar seu vício em analgésicos, causado por ferimentos nos joelhos, pernas e pés, resultantes de anos de apresentações. Em sua declaração, Tyler disse que é grato pelo apoio que está recebendo, está comprometido em resolver as coisas e está ansioso para voltar ao palco e ao estúdio de gravação com seus companheiros de banda.
Em 20 de janeiro de 2010, Perry confirmou que a banda estava prestes a fazer um teste para um novo vocalista para substituir Tyler. Perry disse que a cirurgia de Tyler nas pernas o "tiraria de cena" por até um ano e meio e, enquanto isso, o resto da banda queria continuar se apresentando. Perry também disse que a banda estaria disposta a continuar trabalhando com Tyler no futuro se o cantor quisesse.
Em resposta, o advogado de Tyler enviou à banda e ao seu empresário uma carta de “cessação e desistência” e ameaçou com novas ações legais contra ambos se a banda não interrompesse esse esforço para substituir Tyler.
Em 15 de fevereiro de 2010, foi anunciado que o Aerosmith seria a atração principal do Download Festival no Donington Park, Inglaterra, em junho de 2010. Tyler foi confirmado como o vocalista do show pelo promotor do festival Andy Copping. Foi anunciado que a banda precederia a data de 13 de junho de 2010 com uma aparição no Sweden Rock Festival em 10 de junho de 2010, em Sölvesborg. Durante o show em Donington, Perry comemorou a posição de Tyler como vocalista, apelidando-o de "o melhor vocalista do planeta". Em 24 de fevereiro, a banda anunciou o primeiro lote de datas para sua próxima Cocked, Locked, Ready to Rock Tour. A turnê viu a banda tocar sete datas na América do Sul e Central em maio, seguidas por onze datas na Europa, em junho e início de julho. A banda se apresentou na Colômbia, Peru e Grécia pela primeira vez em sua carreira nesta turnê. A banda fez 24 shows na América do Norte no final de julho, agosto e setembro. Muitos dos shows foram em locais que a banda cancelou em 2009. Como parte da turnê, a banda tocou no Fenway Park em Boston com outros bostonianos da J. Geils Band].

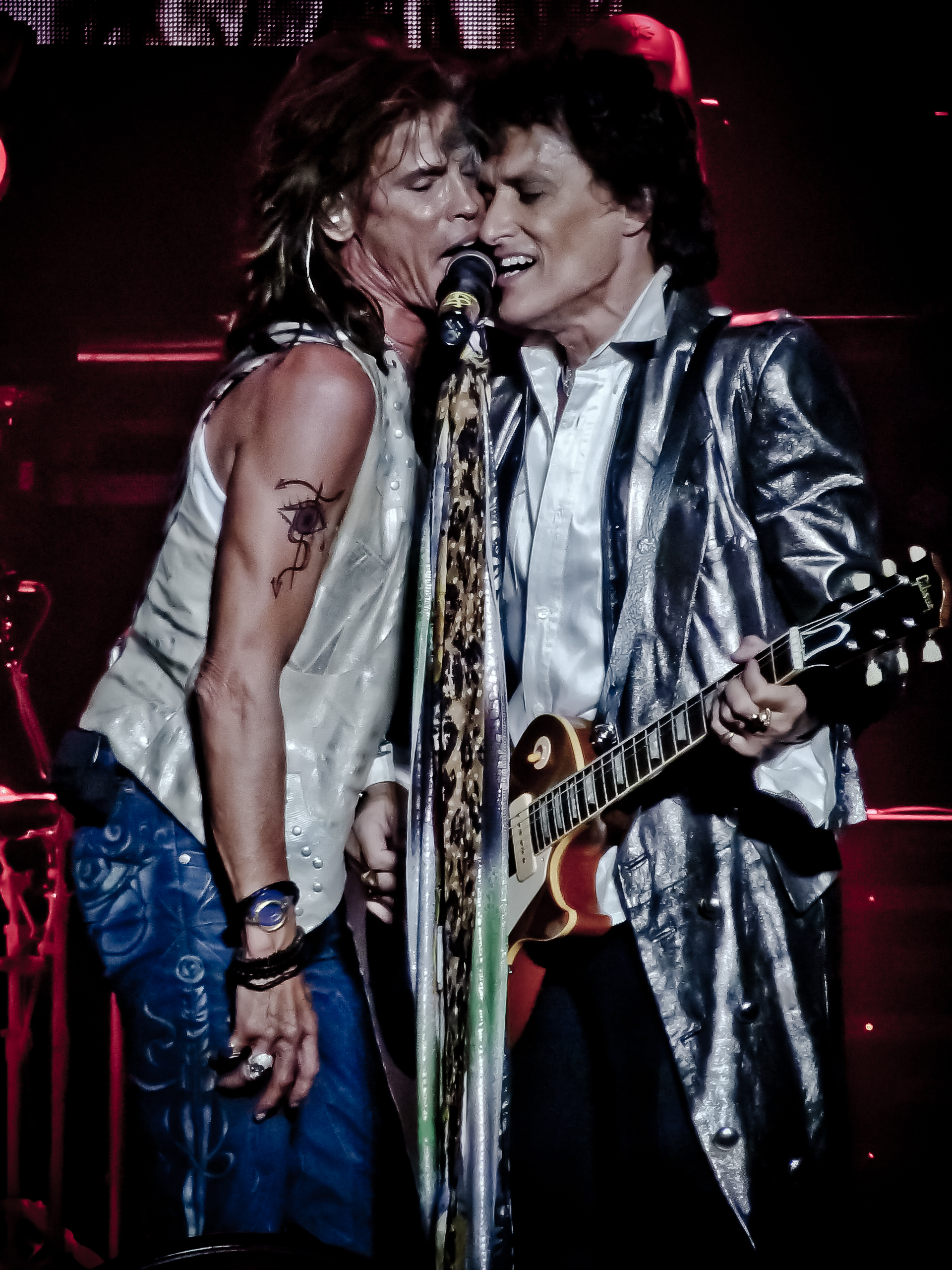
Em 2010, as tensões aumentaram entre Tyler (à esquerda) e Perry (à direita) depois que o primeiro aceitou uma oferta para ser jurado no American Idol

Problemas na turnê Cocked, Locked e Ready to Rock da banda surgiram em agosto de 2010, incluindo Tyler acidentalmente batendo na cabeça de Joe Perry com seu pedestal de microfone em um show em Wantagh, Nova York e Perry esbarrando em Tyler no show de Toronto, o que fez Tyler cair do palco. Perry sofreu um pequeno ferimento na cabeça no show de Wantagh e Tyler foi ajudado a se levantar por fãs e Perry no show de Toronto, e ambos os shows continuaram. Na mesma época desses incidentes, a tensão aumentou novamente entre Perry e Tyler devido aos planos de Tyler de se tornar um jurado de talentos no American Idol. Perry criticou Tyler por não consultar o resto da banda, dizendo que ele "descobriu na internet, como o resto do mundo" e que ninguém mais na banda sabia de nada sobre isso.
Em 18 de agosto de 2010, foi relatado que Tyler assinou oficialmente com o show. Quando questionado sobre isso em outubro, Perry declarou que entendia as razões de Tyler e lhe desejou sorte, mas afirmou que buscaria projetos diferentes - "Estou cansado de esperar, então não vou deixar passar nada agora".
Ao anunciar a Cocked, Locked, and Ready to Rock Tour em 2009, Tyler e Perry disseram que o próximo item na agenda era um novo álbum do Aerosmith, o primeiro do grupo desde Honkin' on Bobo de 2004. O grupo fez algumas gravações com o produtor Brendan O'Brien em 2008, mas parou por causa dos problemas de saúde de Tyler. O baixista do Aerosmith, Tom Hamilton, disse ao Boston Herald em setembro de 2010 que Tyler acredita que tem tempo e energia para continuar liderando a banda e também ser jurado no American Idol.
Hamilton explicou: "Steven tem sido muito enfático ao dizer que a maneira como seu tempo é organizado no programa deixa espaço para trabalhar em um disco. Ele tem se esforçado muito para lembrar a todos disso, então espero que seja assim que saia." Em 5 de novembro de 2010, Brad Whitford disse que as sessões de gravação provavelmente serão em Los Angeles, onde o American Idol está sediado, e uma turnê mundial se seguiria.

### Turnês eMusic from Another Dimension!(2010–2013)
Em uma entrevista de novembro de 2010 relatada no NME.com, o baterista Joey Kramer confirmou que a banda tinha toda a intenção de terminar e lançar seu álbum tão adiado em 2011, afirmando: "Realmente, neste momento, a única coisa que vai nos parar é se alguém morrer. Fora isso, já passamos pelo que passamos e resistimos ao teste do tempo. O que mais há?" Em 18 de janeiro de 2011, Tyler declarou que "Joe (Perry) tem alguns licks e eu tenho um monte de músicas que escrevi para solo e/ou Aerosmith" e a banda começaria a preparar o álbum naquela semana. Em 20 de março de 2011, o Aerosmith anunciou um novo álbum de grandes sucessos, Tough Love: Best of the Ballads, que foi lançado em 10 de maio de 2011. Em 14 de maio de 2011, a banda anunciou uma turnê pela América Latina no outono de 2011. Em junho, Joe Perry anunciou que a banda iria se reunir no estúdio de gravação para produzir o próximo álbum da banda em julho. Em 30 de agosto de 2011, foi anunciado que o novo álbum seria lançado por volta de maio de 2012. O álbum seria produzido por Jack Douglas, que produtiu quatro álbuns para a banda na década de 1970. O Aerosmith começou sua turnê de outono pela América Latina e Japão em 22 de outubro de 2011, em Lima, Peru. Como parte da turnê, a banda se apresentou no Paraguai, Panamá e Equador pela primeira vez em suas carreiras. O show em Assunção, Paraguai, foi adiado um dia, depois que o vocalista Steven Tyler sofreu ferimentos no rosto após cair no chuveiro do quarto de hotel, devido a uma intoxicação alimentar que o desidratou e o fez desmaiar.
Em 11 de março de 2012, o Aerosmith foi destaque em um episódio do 60 Minutes. O show incluiu entrevistas muito francas com os membros da banda, intercaladas com apresentações ao vivo da turnê da banda em 2011. Alguns dos comentários que os membros da banda disseram uns sobre os outros pareciam reacender tensões passadas na banda. No entanto, em 22 de março de 2012, Joe Perry surpreendeu Steven Tyler cantando "Happy Birthday" para ele no American Idol, como um presente de aniversário antecipado para Tyler. Em 26 de março de 2012, o Aerosmith anunciou uma turnê de verão com o Cheap Trick intitulada "Global Warming Tour". Em 23 de maio de 2012, o Aerosmith estreou seu novo single, "Legendary Child", no final da temporada do American Idol. Pouco depois, foi anunciado que seu décimo quinto álbum de estúdio, Music from Another Dimension!, seria lançado em 6 de novembro de 2012. Em 30 de maio de 2012, Aerosmith e Cheap Trick se apresentaram para acionistas do Walmart. A "Global Warming Tour" do Aerosmith começou em 16 de junho de 2012 em Minneapolis e levou a banda a 26 locais na América do Norte até 12 de agosto de 2012. A banda deu a entender que a turnê continuaria em outubro/novembro após o lançamento do álbum. Em 22 de agosto de 2012, o Aerosmith lançou dois singles simultaneamente, o roqueiro "Lover Alot" e a balada "What Could Have Been Love". Em 22 de setembro de 2012, o Aerosmith se apresentou no festival de música iHeartRadio em Las Vegas. Antes do lançamento de seu novo álbum, a banda se apresentou no The Late Show with David Letterman e Today, e Tyler e Perry foram entrevistados no The Late Show e The View. Além disso, Tyler, Perry e Whitford apresentaram "Dream On" para o teleton Hurricane Sandy: Coming Together para arrecadar fundos para as vítimas da tempestade homônima que atingiu o nordeste dos Estados Unidos. Em 5 de novembro de 2012, o Aerosmith fez um show ao ar livre em frente ao seu antigo apartamento na 1325 Commonwealth Avenue em Boston para celebrar o lançamento de seu álbum e suas raízes em Boston. Music from Another Dimension! foi lançado em 6 de novembro de 2012. Dois dias depois, a banda começou a segunda etapa de sua Global Warming Tour, que levou a banda a 14 locais na América do Norte até 13 de dezembro de 2012.
Em 21 de janeiro de 2013, o Aerosmith lançou "Can't Stop Lovin' You" (com Carrie Underwood) como o quarto single de Music from Another Dimension!.[carece de fontes?] Em 20 de fevereiro de 2013, foi anunciado que os principais compositores da banda, Steven Tyler e Joe Perry, seriam os ganhadores do ASCAP Founders Award no 30º Annual Pop Music Awards da sociedade em 17 de abril de 2013. Dois dias depois, foi anunciado que a dupla seria introduzida no Songwriters Hall of Fame em uma cerimônia a ser realizada em 13 de junho de 2013.

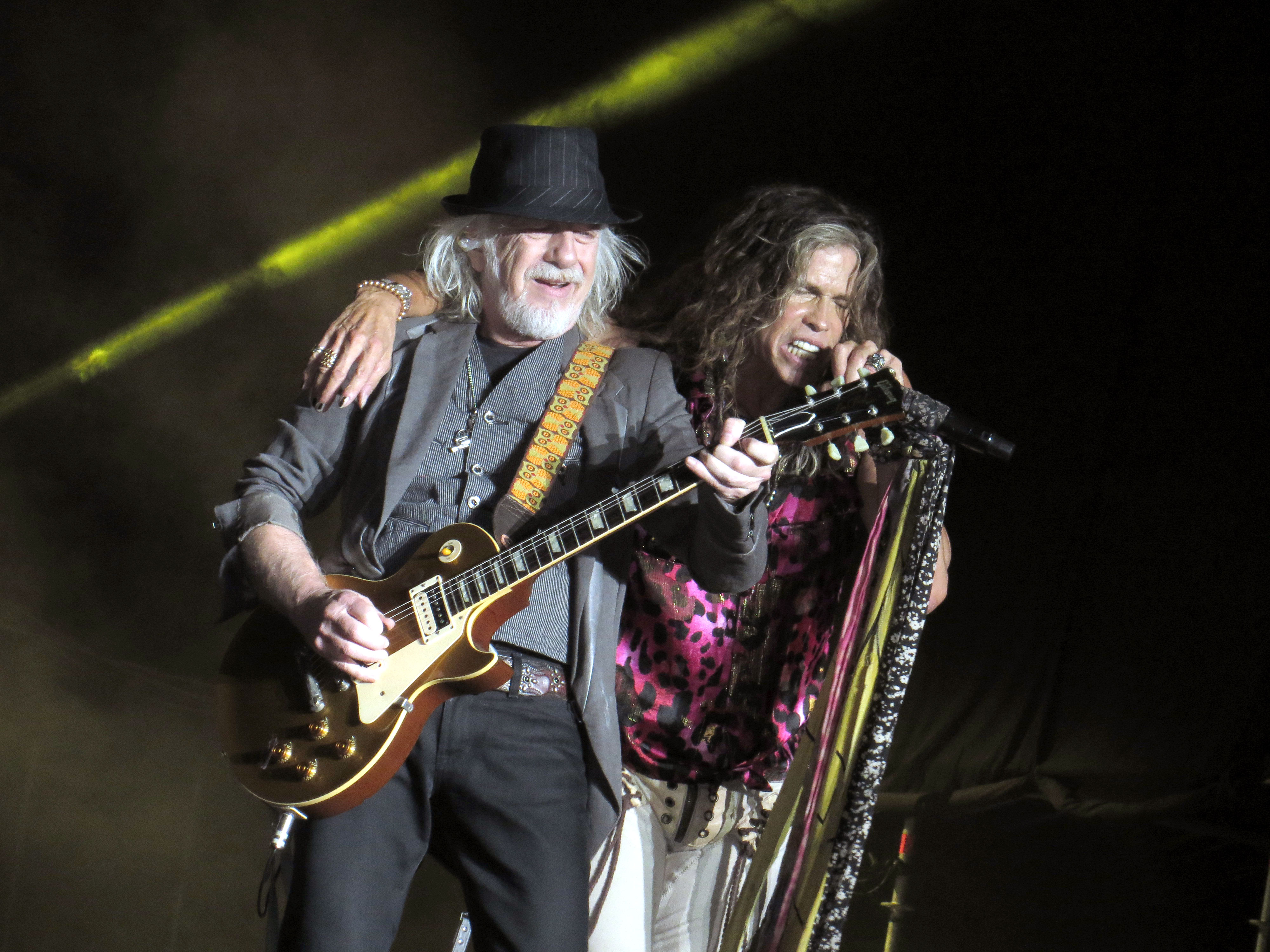
Brad Whitford (esquerda) e Steven Tyler (direita) se apresentando com o Aerosmith em Caracas, 2013

No final de abril de 2013 e início de maio de 2013, o Aerosmith estendeu sua Global Warming Tour para a Austrália, Nova Zelândia, Filipinas, Indonésia e Cingapura. Isso marcou as primeiras apresentações da banda na Austrália em 23 anos, e as primeiras apresentações da banda nos últimos quatro países. Tom Hamilton teve que perder os últimos três shows australianos devido a uma doença, David Hull o substituiu. Em 5 de maio de 2013, o Aerosmith cancelou sua primeira apresentação na Indonésia (agendada para 11 de maio de 2013) devido a questões de segurança, a ameaça real não foi divulgada. Em 30 de maio de 2013, o Aerosmith se apresentou como parte do show beneficente "Boston Strong" para as vítimas do atentado à Maratona de Boston. A banda também se apresentou no Greenbrier Classic em West Virginia em 6 de julho de 2013 no Foxwoods Resort Casino em Connecticut em 10 de julho de 2013, quatro shows no Japão em meados de agosto, e como parte da série de concertos do 110º aniversário da Harley-Davidson em Milwaukee em 30 de agosto de 2013. No outono de 2013, o Aerosmith estendeu sua turnê para a América Central e do Sul, incluindo suas primeiras apresentações na Guatemala, El Salvador e Uruguai. Hamilton teve que deixar a turnê latino-americana devido a uma doença.
Em julho de 2013, a banda lançou o DVD do concerto ao vivo Rock for the Rising Sun, que também documentou a turnê da banda no Japão em 2011. O lançamento também foi exibido em cinemas selecionados em outubro de 2013.

### Empreendimentos solo e turnês contínuas (2014–2018)

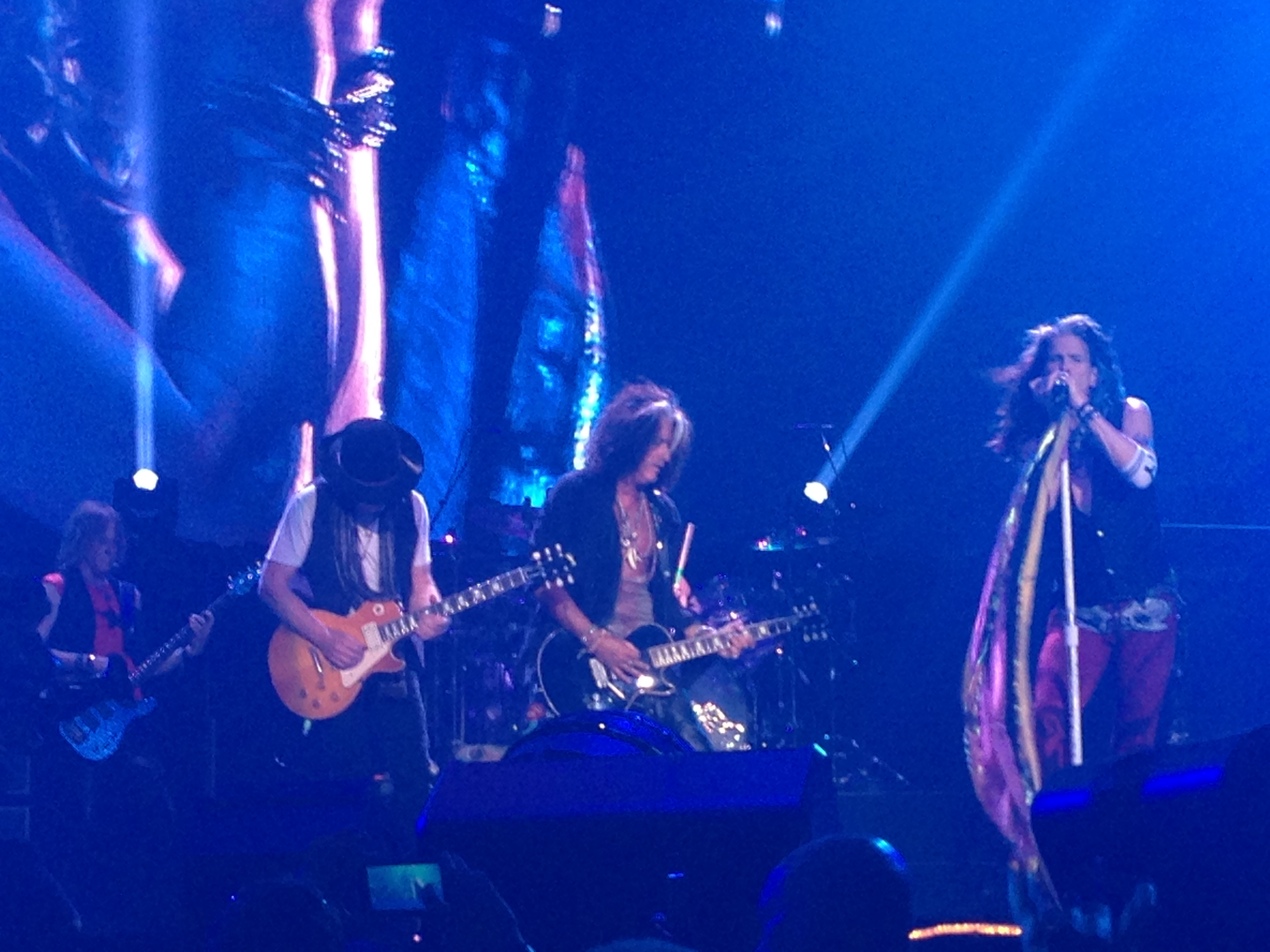
Aerosmith se apresentando na Blue Army Tour em Grand Rapids, Michigan, em 4 de agosto de 2015

Em 21 de março de 2014, em tweets divulgados por Joe Perry, Joey Kramer e Slash, foi anunciado que o Aerosmith faria uma turnê pela América do Norte com Slash (junto com Myles Kennedy & the Conspirators) no verão de 2014. Isso ocorreu após uma turnê europeia de 17 datas que o Aerosmith fez de 14 de maio de 2014 a 2 de julho de 2014. A turnê norte-americana, conhecida como Let Rock Rule Tour, enviou o Aerosmith para 21 locais de 10 de julho de 2014 a 12 de setembro de 2014.
Questionado em maio de 2014 se o Aerosmith lançaria um décimo sexto álbum de estúdio em breve, o baixista Tom Hamilton respondeu: "Espero que em breve. Mas eu realmente não sei o que estamos fazendo porque não temos mais um contrato de gravação. Terminamos com a Columbia. Então, não há nada escrito em pedra. Veremos o que os fãs querem." Em uma entrevista à Rolling Stone sobre o que o futuro reserva, Joe Perry admitiu que, "Eu nem sei se fazer novos álbuns ainda faz sentido. Talvez lancemos um EP a cada seis meses. Não sei como será o futuro."
Em 7 de outubro de 2014, Perry lançou sua autobiografia Rocks: My Life in and Out of Aerosmith, co-escrita por David Ritz. Perry promoveu o livro com uma turnê de autógrafos que o levou a 14 locais nos Estados Unidos no mês de outubro. Em 26 de fevereiro de 2015, o Aerosmith estreou o filme Aerosmith Rocks Donington em 300 cinemas na América do Norte; o vídeo do show é da apresentação da banda em 2014 no Download Festival no Donington Park em Leicestershire, Inglaterra. O vídeo foi lançado em DVD/Blu-ray em 4 de setembro de 2015.
Em 31 de março de 2015, o vocalista Steven Tyler declarou que estava trabalhando em seu primeiro álbum country solo. Em 6 de abril de 2015, foi anunciado que Tyler assinou um contrato com a Dot Records de Scott Borchetta (uma divisão do Big Machine Label Group). Em 13 de maio de 2015, Tyler lançou o single principal, "Love is Your Name", de seu próximo álbum solo de estreia. Ele promoveu a música no Bobby Bones Show, iHeartMedia, CBS This Morning, Entertainment Tonight e no final da 14ª temporada do American Idol.
Em 10 de junho de 2015, o Aerosmith embarcou na Blue Army Tour, que enviou a banda para 17 locais na América do Norte até 7 de agosto de 2015, muitos deles em locais menores em mercados secundários nos quais a banda nunca se apresentou ou não se apresentou em muitos anos. A banda também fez um show único em Moscou em 5 de setembro de 2015. Na turnê, a banda tocou vários cortes profundos menos conhecidos.
Após a turnê, Tyler concluiu o trabalho em seu álbum solo, We're All Somebody from Somewhere, que foi lançado em 15 de julho de 2016. Antes do lançamento do álbum, um segundo single, "Red, White & You", foi lançado em janeiro de 2016, seguido pelo terceiro single (a faixa-título) em junho de 2016. Enquanto isso, Joe Perry trabalhou com Alice Cooper e Johnny Depp no projeto paralelo Hollywood Vampires, que lançou seu álbum de estreia homônimo em setembro de 2015 e se apresentou no 58º Grammy Awards em 15 de fevereiro de 2016. Brad Whitford se juntou novamente a Derek St. Holmes para um punhado de datas da turnê em novembro de 2015 e um novo álbum de Whitford/St. Holmes que foi disponibilizado aos fãs em suas apresentações ao vivo e estava programado para ser amplamente lançado em 2016. Tom Hamilton se apresentou com Thin Lizzy em um punhado de datas de shows na Europa no verão de 2016 e também se juntou ao Pearl Jam para uma apresentação de "Draw the Line" no Fenway Park de Boston em 7 de agosto de 2015. Enquanto isso, Joey Kramer se envolveu ativamente em seu negócio de café "Rockin' & Roastin'", que abriu um local em Newry, Maine, em dezembro de 2015 e um segundo local em North Attleborough, Massachusetts, em julho de 2016.
Desde dezembro de 2015, em várias entrevistas, Whitford, Tyler e Perry discutiram a possibilidade de uma turnê de despedida ou "turnê de encerramento" programada para começar em 2017. Perry sugeriu que a turnê poderia durar dois anos e Tyler disse que poderia durar "para sempre", Whitford e Tyler também discutiram o potencial de fazer um último álbum de estúdio.

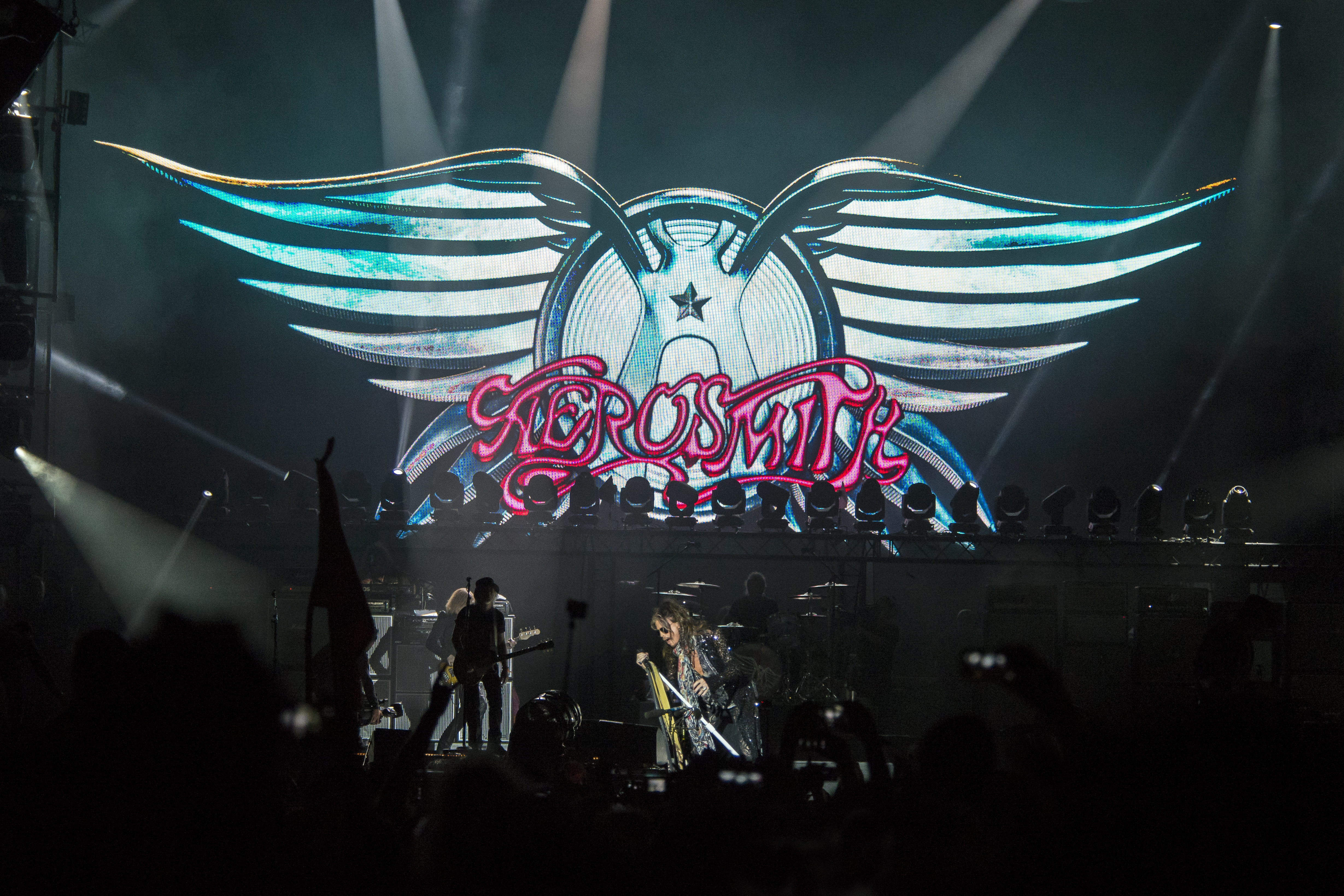
Aerosmith se apresentando no Hellfest 2017

Em 10 de julho de 2016, Perry desmaiou no palco de um show que estava fazendo com o Hollywood Vampires em Coney Island, no Brooklyn, Nova York . Acredita-se que ele sofreu uma parada cardíaca. Ele foi reanimado e levado às pressas para o hospital, onde foi rapidamente atualizado para uma condição estável mais tarde naquela noite. O Vampires continuou o show sem Perry naquela noite e continuou o resto de sua turnê, mas cancelou uma aparição no The Late Show with Stephen Colbert. Depois de descansar por alguns dias, Perry se recuperou completamente e retornou à turnê do Hollywood Vampires.
De setembro a outubro de 2016, o Aerosmith embarcou em uma turnê de nove datas pela América Latina, chamada Rock 'N' Roll Rumble Tour, precedida por uma apresentação no Kaaboo Festival em San Diego, Califórnia, em 17 de setembro. Em novembro de 2016, o Aerosmith anunciou que faria uma turnê de "despedida" pela Europa na primavera e no verão de 2017, intitulada Aero-Vederci Baby! Tour. A turnê foi lançada em Tel Aviv, Israel, em 17 de maio de 2017, onde aproximadamente 45.000 ingressos foram vendidos. No início de julho, a banda completou a parte europeia da turnê; a banda estendeu a turnê para a América do Sul em setembro e outubro de 2017, mas os últimos shows tiveram que ser cancelados devido a problemas de saúde. De acordo com Brad Whitford, a turnê pode terminar a qualquer momento de 2017 até os próximos quatro anos em 2021. Em 19 de janeiro de 2018, Perry lançou um disco solo intitulado Sweetzerland Manifesto. Ele também anunciou que a turnê de 2017 intitulada "Aero-Vederci Baby !" não era realmente uma turnê final e que a banda faria uma turnê em 2019 para comemorar seu 50º aniversário.

### Residência  "Deuces are Wild", "Peace Out: The Farewell Tour", aposentadoria das turnês e possível nova música (2019–presente)

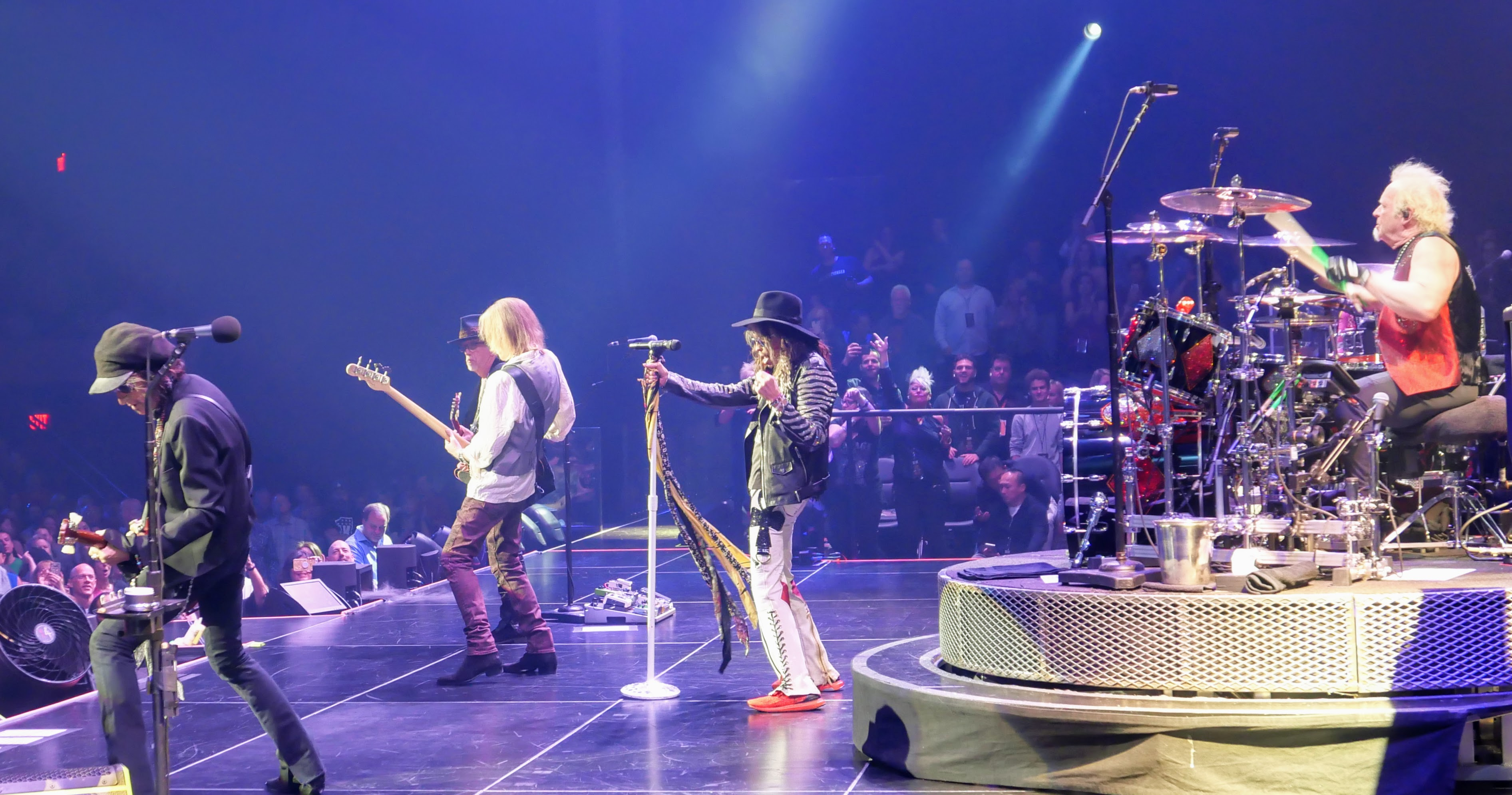
Aerosmith se apresentando em Las Vegas durante a residência Deuces Are Wild

O Aerosmith apareceu no programa Today da NBC em 15 de agosto de 2018 para anunciar uma residência em Las Vegas chamada "Aerosmith: Deuces are Wild", uma referência ao jogo de cassino de Las Vegas e ao single de 1994 de mesmo nome. A residência da banda em Las Vegas ocorreu em abril, junho, julho e setembro até dezembro de 2019. Estava programado para ser estendido para janeiro, fevereiro, maio e junho de 2020 no Park Theatre, mas as datas de 2020 foram interrompidas devido à pandemia de COVID-19. Além dos shows em Las Vegas, em meados de julho de 2019, a banda se apresentou em um festival em Minnesota e, em agosto de 2019, eles fizeram um total de nove shows espalhados por três locais da MGM em Maryland, Nova Jersey e Massachusetts.
Em 2019, uma turnê europeia foi anunciada, que aconteceria durante o verão de 2020 após a conclusão das datas em Las Vegas. No entanto, os shows foram cancelados devido à pandemia de COVID-19, assim como um show do 50º aniversário no Fenway Park de Boston, originalmente planejado para setembro de 2020. As datas europeias foram inicialmente remarcadas para o verão de 2021 mas foram posteriormente transferidas novamente para o verão de 2022 devido à pandemia em andamento.
Em janeiro de 2019, Joe Perry afirmou que ele e Steven Tyler deveriam começar a gravar um novo material juntos para um novo álbum do Aerosmith. No mês seguinte, em 14 de fevereiro de 2019, o Aerosmith estava programado para receber uma estrela na Calçada da Fama de Hollywood, mas a cerimônia e a instalação foram adiadas devido ao mau tempo, com uma nova data a ser determinada posteriormente.
Em abril de 2019, o baterista Joey Kramer sofreu ferimentos leves no ombro após um acidente não especificado e foi forçado a se ausentar de vários shows da residência da banda em Las Vegas. Seu técnico de bateria John Douglas o substituiu. Em novembro do mesmo ano, Kramer disse a vários sites de notícias que não tinha permissão para voltar a se juntar à banda, apesar de sua recuperação, ao que a banda respondeu que sua forma de tocar "não estava de acordo com os padrões do Aerosmith". O desentendimento culminou em uma série de ações judiciais em janeiro de 2020, após as quais Kramer deveria ser impedido de se apresentar com a banda no Grammy Awards de 2020. Kramer voltou ao Aerosmith em fevereiro de 2020 para sua residência em Las Vegas.
Em uma entrevista de agosto de 2020 com o ex-baterista do The Black Crowes, Steve Gorman, em seu programa de rádio Steve Gorman Rocks, Brad Whitford foi questionado sobre como seria o futuro do Aerosmith. Sua resposta foi "Eu realmente não sei o que eles querem fazer. E eu realmente não me importo porque, hum, sinceramente, não estou mais interessado", citando disfunção contínua dentro da banda. Ele expressou preocupações semelhantes em uma entrevista com Joe Bonamassa em seu podcast "Live From Nerdville" em junho de 2021. Whitford compartilhou seus pensamentos sobre como o surto de COVID-19 afetaria os planos de turnê do Aerosmith e dos músicos em geral, ao mesmo tempo em que reconheceu a idade atual dele e de seu companheiro de banda. Afirmando: "Quer dizer, tenho minhas dúvidas sobre o Aerosmith se apresentar novamente neste estágio porque a idade está se tornando um fator real. É o que é."
Em 23 de agosto de 2021, o Aerosmith assinou um acordo de distribuição com a Universal Music Group, cobrindo todo o catálogo da banda - tanto títulos da Geffen (subsidiária da Universal) quanto da Columbia.
Em março de 2022, após o cancelamento da turnê europeia remarcada, o Aerosmith anunciou que a residência Deuces Are Wild continuaria e se expandiria, começando em junho e indo até dezembro, junto com o show remarcado no Fenway Park em setembro. Kramer também foi confirmado para ficar de fora de todos os shows, com a banda alegando que ele estaria concentrando "toda a sua atenção em sua família durante esses tempos incertos". O Aerosmith anunciou em 24 de maio de 2022 que as datas de junho e julho da residência Deuces Are Wild seriam canceladas como resultado de Tyler se internar em uma clínica de reabilitação após sofrer uma recaída após o tratamento da dor de uma cirurgia no pé. Após o tratamento de reabilitação de mais de 30 dias de Tyler, a banda continuou a se apresentar no Fenway Park de Boston para seu show de 50º aniversário e então retomou sua residência em Las Vegas, programada para setembro a dezembro de 2022.
Em maio de 2023, a banda anunciou uma turnê de despedida chamada "Peace Out: The Farewell Tour" que começaria em setembro. A turnê enviaria a banda para 40 locais na América do Norte até janeiro de 2024 e incluiria The Black Crowes como banda de abertura. A turnê não incluiria o baterista original Joey Kramer. Logo após o início da turnê, no entanto, foi anunciado que ela seria adiada para o ano seguinte devido a Steven Tyler ter ferido gravemente suas cordas vocais durante uma apresentação em 9 de setembro. A turnê foi remarcada para começar em setembro de 2024 e prosseguir até fevereiro de 2025. Em 2 de agosto de 2024, a turnê foi cancelada e a banda anunciou sua aposentadoria imediata das turnês, devido a Tyler não conseguir se recuperar de sua lesão nas cordas vocais. Perry afirmou que não descarta novas músicas do Aerosmith.

## Influência e legado

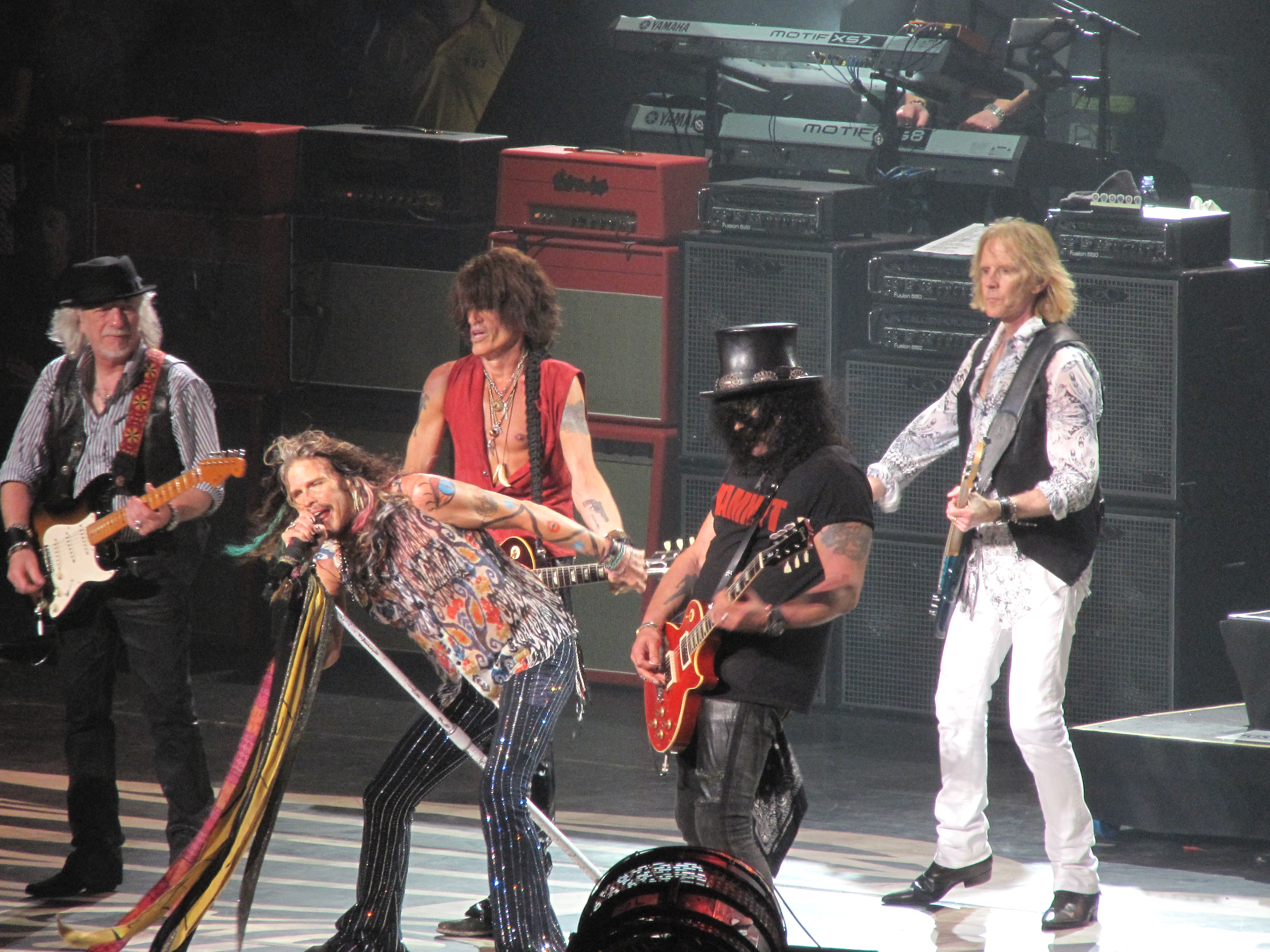
Slash se apresentando com o Aerosmith em 2014. Ele citou a banda como uma de suas maiores influências

Influenciados por bandas como os Beatles, os Rolling Stones, os Yardbirds, o Led Zeppelin e os New York Dolls, o Aerosmith provou ser uma grande influência para bandas e músicos de enorme sucesso subsequentes; de acordo com Perry, Eddie Van Halen disse uma vez a ele que sua banda Van Halen "começou no circuito de clubes suburbanos de Los Angeles, tocando músicas do Aerosmith". A influência do Aerosmith foi evidente na próxima geração de bandas de hard rock e heavy metal, nomeadamente Mötley Crüe, Ratt, Guns N' Roses, Tesla, LA Guns, Cinderella, Faster Pussycat, Skid Row, Extreme, Warrant, Inglorious, Black Crowes e Quireboys, bem como Metallica, Metal Church e Testament. Os BulletBoys escreveram uma música para seu primeiro álbum chamada "Owed to Joe" sobre o Aerosmith e a dívida que a próxima geração de guitarristas tinha com Joe Perry. Especialmente, o guitarrista do Guns N' Roses e do Velvet Revolver, Slash, declarou que o Aerosmith é sua banda favorita, e Nikki Sixx do Mötley Crüe expressou enorme admiração pela banda e seus primeiros discos em The Dirt e The Heroin Diaries. Membros de bandas de rock alternativo como Nirvana, Mother Love Bone/Pearl Jam, Stone Temple Pilots, Staind e Godsmack também são fãs assumidos do Aerosmith.
A interação entre Joe Perry e Brad Whitford tem sido inspiradora para muitas bandas, especialmente Guns N' Roses. Joe Perry recebeu amplo reconhecimento e elogios como guitarrista principal, e dividiu o palco muitas vezes com Jimmy Page e Jeff Beck, que Perry cita como influências primárias. Ele e Tyler foram convidados por Page para introduzir o Led Zeppelin no Rock and Roll Hall of Fame; durante a cerimônia, que ocorreu em 1995, Tyler e Perry fizeram seu discurso e se juntaram à banda no palco para um breve set. Durante a introdução de Beck e Metallica em 2009, eles convidaram Perry e Page para tocar o clássico do Yardbirds/Zeppelin/Aerosmith "Train Kept A-Rollin'". Outras colaborações, seja por membros individuais da banda ou pelo Aerosmith como um todo, incluíram Alice Cooper em seu álbum Trash, Guns N' Roses (que abriu para o Aerosmith durante sua turnê de 1988 e fez um cover de "Mama Kin" em seu primeiro lançamento) e B'z. Como testemunho de sua importância na cultura popular americana como um todo, o Aerosmith também colaborou com artistas populares não-rock, como Run-DMC, Eminem ("Sing for the Moment") e Carrie Underwood, e se apresentou com 'N Sync, Britney Spears, Mary J. Blige e Nelly no show do intervalo do Super Bowl XXXV.
Os artistas country Garth Brooks e Mark Chesnutt emplacaram singles de sucesso com covers de músicas do Aerosmith; Brooks em 1995 com "The Fever", uma reformulação da música de 1993 do Aerosmith, e Chesnutt em 1999 com um cover da música de 1998 do Aerosmith "I Don't Want to Miss a Thing".
Como muitos de seus contemporâneos dos anos 1970, incluindo Led Zeppelin e Alice Cooper, os membros do Aerosmith eram propensos ao excesso e à devassidão. O consumo de drogas era desenfreado; as sessões de gravação de Rocks de 1976 e Draw the Line de 1977 foram especialmente notadas por sua indulgência com substâncias, incluindo heroína. Nas palavras de Bebe Buell, "Eles [Aerosmith] eram como uma gangue de crianças com seus próprios aviões, Porsches, milhões de dólares, recursos ilimitados. [...] Mick Jagger e Jimmy Page tinham o controle, mas esses garotos não se importavam. Eles ganharam o prêmio, sem dúvida, de banda de rock 'n' roll mais turbulenta daquela época. Sem dúvida."
Em meados do final da década de 1970, a banda desfrutou de tremenda popularidade nos Estados Unidos e no Japão, embora não tenha conseguido causar grande impressão na Grã-Bretanha. Ainda assim, eles estavam entre os atos de hard rock mais populares da América em meados do final da década de 1970, junto com Heart, Kiss, Ted Nugent, ZZ Top e Boston. Sua enorme popularidade diminuiu, no entanto, após as saídas de Perry e Whitford. Após o retorno de ambos os guitarristas à banda e sua completa limpeza das drogas, o Aerosmith fez um retorno prodigioso ao sucesso, uma vez descrito como "o retorno mais bem-sucedido da história do heavy metal, se não de toda a música popular". Durante as décadas de 1970 e 1987-1995, o Aerosmith empreendeu exaustivas turnês mundiais que totalizaram números de datas na casa dos três dígitos, sendo atração principal ou co-estrela de festivais ao longo do caminho, como o Texxas Jam em 1978 e 1987, o festival Monsters of Rock em Castle Donington, Inglaterra em 1990 e 1994, e o Woodstock '94.
Inicialmente resistente a esse meio, a banda mais tarde se tornou renomada e recebeu vários prêmios por seus videoclipes expansivos e conceituais pioneiros, como os de "Janie's Got a Gun" (dirigido pelo futuro diretor de Fight Club, David Fincher), "Livin' on the Edge", "Cryin'", "Amazing", "Crazy", "Falling in Love (Is Hard on the Knees)" e "Pink".
A música da banda também foi apresentada em vários videogames, como episódios das séries Dead or Alive e Grand Theft Auto, e alguns videogames são centrados na banda, como Quest for Fame e Revolution X. O Aerosmith foi a primeira banda a ter seu título Guitar Hero centrado na banda, Guitar Hero: Aerosmith, que é considerado o videogame centrado na banda mais vendido nas plataformas Guitar Hero e Rock Band.

## Membros da banda
| Membros atuais - Steven Tyler – vocal principal, teclado, gaita, percussão (1970-presente) - Tom Hamilton – baixo, vocal de apoio (1970-presente) - Joey Kramer – bateria, percussão (1970-presente) - Joe Perry – guitarra solo e base, vocal de apoio e vocais principais ocasionais (1970-1980, 1984-presente) - Brad Whitford – guitarra base e solo, vocal de apoio (1971-1981, 1984-presente) Membros de turnê - Buck Johnson - teclado, guitarra, backing vocal (2014 - 2024) - John Douglas - bateria, percussão (2019-2020, 2022-2024) Membros antigos - Ray Tabano - guitarra base e solo (1970-1971) - Jimmy Crespo - guitarra solo e base, vocais de apoio (1979-1984) - Rick Dufay - guitarra base e solo (1982-1984) |

## Prêmios e conquistas
Apesar da popularidade e sucesso do Aerosmith na década de 1970, não foi até seu retorno no final dos anos 1980 e 1990 que eles começaram a ganhar prêmios e grande reconhecimento. Em 1987, o Aerosmith ganhou o Soul Train Music Award de Melhor Single de Rap pelo remix de "Walk This Way" com Run-DMC. Em 1990, o Aerosmith ganhou seu primeiro prêmio Grammy, de Melhor Performance de Rock por um Duo ou Grupo com Vocal, e ganhou um total de quatro prêmios (todos na década de 1990) por "Janie's Got a Gun", "Livin' on the Edge", "Crazy" e "Pink". O Aerosmith fica atrás apenas do U2 no número de prêmios ganhos nessa categoria.
Além disso, os videoclipes do Aerosmith ganharam vários prêmios ao longo da década de 1990. O Aerosmith é classificado como o nono artista de maior sucesso (e o terceiro grupo de maior sucesso) de todos os tempos no MTV Video Music Awards (VMAs), com dez prêmios até o momento. O Aerosmith também é o líder de todos os tempos nas categorias Melhor Vídeo de Rock (com quatro prêmios) e Escolha do Visualizador (com três prêmios). O Aerosmith também ganhou uma vez em cada uma das categorias Vídeo do Ano, Melhor Vídeo de Grupo e Melhor Vídeo de um Filme. Os vídeos pelos quais o Aerosmith ganhou VMAs são "Janie's Got a Gun" (2 prêmios), "The Other Side", "Livin' on the Edge", "Cryin'" (3 prêmios), "Falling in Love (Is Hard on the Knees)", "Pink" e "I Don't Want to Miss a Thing".
Ao longo de sua carreira (principalmente 1990 e depois), o Aerosmith também colecionou seis American Music Awards, quatro Billboard Music Awards, dois People's Choice Awards, dezesseis Boston Music Awards e vários outros prêmios e honrarias. Alguns dos grandes elogios que o Aerosmith alcançou incluem a indução ao Rock Walk de Hollywood em 1990, uma declaração do "Dia do Aerosmith" no estado de Massachusetts pelo então governador William Weld em 13 de abril de 1993, a indução ao Rock and Roll Hall of Fame em 2001, e ser homenageado com o prêmio mtvICON em 2002.
Nos campos da tecnologia e dos videogames, o Aerosmith alcançou vários feitos. Em 1994, o Aerosmith lançou a música "Head First" no serviço online CompuServe, que é considerado o primeiro produto comercial completo disponível online. Em 2008, o Aerosmith se tornou o primeiro artista a ter um videogame Guitar Hero inteiro baseado neles com Guitar Hero: Aerosmith. Guitar Hero: Aerosmith é considerado o videogame centrado em bandas mais vendido nas plataformas Guitar Hero e Rock Band.
O Aerosmith também detém vários feitos de vendas de álbuns e paradas, incluindo o segundo maior número de singles número um na parada Mainstream Rock Tracks para um grupo com nove, a única estreia número um na Billboard Hot 100 por um grupo de rock com "I Don't Want to Miss a Thing", o segundo maior número de álbuns de ouro de um grupo americano atrás do Kiss que tem 30, o maior número de certificações totais (incluindo ouro, platina e multi-platina combinadas) por um grupo americano, e estão empatados com o Van Halen para o maior número de álbuns multi-platina de um grupo americano.[carece de fontes?] Da Recording Industry Association of America, o Aerosmith alcançou 25 certificações de álbuns de ouro, 18 de platina e 12 de multi-platina, além de um álbum de diamante, quatro singles de ouro e um single digital de platina. A mídia frequentemente se refere ao Aerosmith, que vendeu mais de 150 milhões de álbuns em todo o mundo e 70,2 milhões nos Estados Unidos, como a banda de rock americana mais vendida.
O Aerosmith foi homenageado como Personalidade do Ano da MusiCares em 2020.

### Classificações
- "Dream On", "Toys in the Attic", e "Walk This Way" (com Run-D.M.C.) estão todas listadas nas 500 músicas que moldaram o rock and roll do Rock and Roll Hall of Fame.
- Em 1993, a lista dos "100 melhores videoclipes" da Rolling Stone incluiu "Walk This Way" (com Run-D.M.C.) no número 11 e "Janie's Got a Gun" no número 95.[288]
- Em 1999, o MTV "100 Greatest Videos Ever Made" incluiu "Walk This Way" (com Run-D.M.C.) no número 5 e "Janie's Got a Gun" no número 48.[289]
- Em 2000, o VH1 "100 Greatest Rock Songs" incluiu "Walk This Way" na posição 35 e "Dream On" at number 47.[290]
- Em  2001, o "VH1: 100 Greatest Videos" incluiu "Walk This Way" (com Run-D.M.C.) no número 11, "Crazy" no número 23, e "Janie's Got a Gun" no número 48.[291]
- Em 2003, a lista dos 500 melhores álbuns de todos os tempos da Rolling Stone incluiu Rocks na posição 176 e Toys in the Attic no número 228.[292][293]
- Em 2004, a lista das 500 melhores canções de todos os tempos da Rolling Stone incluiu  "Dream On" na posição 172, "Walk This Way" (com Run-D.M.C.) na posição 287, "Walk This Way" (original) na posição  336, e "Sweet Emotion" na posição 408.[294][295][296][297]
- Em 2004, a Rolling Stone classificou o Aerosmith como número 57 em sua lista dos "100 Greatest Artists of All Time".[298]
- Em 2008, a Rolling Stone classificou a versão original de "Walk This Way" na posição 34 em sua lista das 100 Greatest Guitar Songs of All Time.[299]
- Em 2010, o Aerosmith foi classificado como número 30 na lista dos "100 Greatest Artists of All Time" da VH1 .[300]
- Em 2013, o site Ultimate Classic Rock classificou "Sweet Emotion" como número 1 em sua parada das 100 melhores músicas de rock clássico.[301]
- "Pump", que alcançou o número 1 nas paradas da Australian Record Industry Association e rendeu dois singles de sucesso no top 10. "Pump" mais de 150.000 unidades na Warner Music (que distribuiu a Geffen na Austrália até 1990) e mais de 60.000 unidades depois que a Universal assumiu[302]

## Discografia
Álbuns de estúdio
- Aerosmith (1973)
- Get Your Wings (1974)
- Toys in the Attic (1975)
- Rocks (1976)
- Draw the Line (1977)
- Night in the Ruts (1979)
- Rock in a Hard Place (1982)
- Done with Mirrors (1985)
- Permanent Vacation (1987)
- Pump (1989)
- Get a Grip (1993)
- Nine Lives (1997)
- Just Push Play (2001)
- Honkin' on Bobo (2004)
- Music from Another Dimension! (2012)

## Videografia
Além de gravar e executar música, o Aerosmith também se envolveu com filmes, televisão, videogames, pinball e videoclipes. Em 1978, a banda estrelou como a "Future Villain Band" no filme Sgt. Pepper's Lonely Hearts Club Band. Mais tarde, quando a banda ressuscitou no final dos anos 1980 e 1990, o Aerosmith fez outras aparições, incluindo o esquete "Wayne's World" no Saturday Night Live em 1990, o episódio "Flaming Moe's" dos Simpsons em 1991 e o filme Wayne's World 2 em 1993. A banda também apareceu na comédia de John Travolta/Uma Thurman de 2005, Be Cool, na qual os personagens de Steven Tyler e Thurman ajudam a trazer a estrela da música pop Linda Moon (Christina Milian) para os holofotes. A banda também abriu o filme de 1993 "Dazed and Confused" com "Sweet Emotion" provavelmente adicionada por ser um número de rock muito tradicional dos anos 1970.
A banda foi tema de vários videogames, incluindo Revolution X em 1994, Quest for Fame em 1995 e Guitar Hero: Aerosmith, em junho de 2008. A banda também fez mais de 30 grandes videoclipes, e lançou sete vídeos caseiros ou DVDs.
Em 2017, Stern lançou três versões de uma máquina de pinball do Aerosmith, que apresentam versões originais de nove músicas icônicas da banda, bem como multibolas Elevator e Toy-Box.

## Turnês
- Club Days (1970–72)
- Aerosmith Tour (1973)
- Get Your Wings Tour (1974)
- Toys in the Attic Tour (1975)
- Rocks Tour (1976–77)
- Aerosmith Express Tour (1977–78)
- Live! Bootleg Tour (1978)
- Night in the Ruts Tour (1979–80)
- Rock in a Hard Place Tour (1982–83)
- Back in the Saddle Tour (1984)
- Done with Mirrors Tour (1985–86)
- Permanent Vacation Tour (1987–88)
- Pump Tour (1989–90)
- Get a Grip Tour (1993–94)
- Nine Lives Tour (1997–99)
- Roar of the Dragon Tour (1999–2000)
- Just Push Play Tour (2001–02)
- Girls of Summer Tour (2002)
- Rocksimus Maximus Tour (2003)
- Honkin' on Bobo Tour (2004)
- Rockin' the Joint Tour (2005–06)
- Route of All Evil Tour (2006)
- Aerosmith World Tour 2007 (2007)
- Aerosmith/ZZ Top Tour (2009)
- Cocked, Locked, Ready to Rock Tour (2010)
- Back on the Road Tour (2011)
- Global Warming Tour (2012–14)
- Let Rock Rule Tour (2014)
- Blue Army Tour (2015)
- Rock 'N' Roll Rumble Tour (2016)
- Aero-Vederci Baby! Tour (2017–18)
- Aerosmith: Deuces are Wild (2019–22)
- Peace Out: The Farewell Tour (2023)

### Apresentações no Brasil
| Local                                 | Data       | Evento                                   |
| ------------------------------------- | ---------- | ---------------------------------------- |
| Estádio do Morumbi, São Paulo         | 14/01/1994 | Festival Hollywood Rock/Get a Grip Tour  |
| Praça da Apoteose, Rio de Janeiro     | 21/01/1994 | Festival Hollywood Rock/Get a Grip Tour  |
| Estádio do Morumbi, São Paulo         | 12/04/2007 | Aerosmith World Tour 2007                |
| FIERGS, Porto Alegre                  | 27/05/2010 | Cocked, Locked, Ready To Rock Tour       |
| Estádio Palestra Itália, São Paulo    | 29/05/2010 | Cocked, Locked, Ready To Rock Tour       |
| Arena Anhembi, São Paulo              | 30/10/2011 | Back On The Road Tour                    |
| BioParque, Curitiba                   | 15/10/2013 | The Global Warming Tour                  |
| Praça da Apoteose, Rio de Janeiro     | 18/10/2013 | The Global Warming Tour                  |
| Arena Anhembi, São Paulo              | 20/10/2013 | Monsters of Rock/The Global Warming Tour |
| Estádio Mané Garrincha, Brasília      | 23/10/2013 | The Global Warming Tour                  |
| Estádio Beira Rio, Porto Alegre       | 11/10/2016 | Rock N' Roll Rumble Tour                 |
| Allianz Parque, São Paulo             | 15/10/2016 | Rock N' Roll Rumble Tour                 |
| Classic Hall, Recife                  | 21/10/2016 | Rock N' Roll Rumble Tour                 |
| Esplanada do Mineirao, Belo Horizonte | 18/09/2017 | Aero-Vederci Baby! Tour                  |
| Parque Olimpico, Rio de Janeiro       | 21/09/2017 | Rock in Rio/Aero-Vederci Baby! Tour      |
| Allianz Parque, São Paulo             | 24/09/2017 | São Paulo Trip/Aero-Vederci Baby! Tour   |